# Lista de asteroides (28001-29000)
Esta é uma lista parcial de asteroides, do asteroide número 28001 até o 29000, inclusive. Veja também o índice com todas as listas disponíveis.

| Objeto Próximos à Terra | Cinturão de asteroides (interno) | Cinturão de asteroides (externo) | Centauro       |
| Cruzador de Marte       | Cinturão de asteroides (meio)    | Troianos de Júpiter              | Transnetuniano |

Veja mais dados de cada asteroide na ligação externa para o Minor Planet Center na última coluna.
Índice: 28001... 28101... 28201... 28301... 28401... 28501... 28601... 28701... 28801... 28901... 

## 28001–28100
| Designação            | Designação | Descoberta  | Descoberta          | Descobridor(es)          | Categoria | Mais informações / Referência |
| Permanente            | Provisória | Data        | Local               | Descobridor(es)          | Categoria | Mais informações / Referência |
| --------------------- | ---------- | ----------- | ------------------- | ------------------------ | --------- | ----------------------------- |
| 28001                 | 1997 WD41  | 29 nov 1997 | Socorro             | LINEAR                   | —         | MPC                           |
| 28002                 | 1997 WO51  | 29 nov 1997 | Socorro             | LINEAR                   | Ursula    | MPC                           |
| 28003                 | 1997 WT52  | 29 nov 1997 | Socorro             | LINEAR                   | —         | MPC                           |
| 28004 Terakawa        | 1997 XA    | 2 dez 1997  | Mishima             | M. Akiyama               | —         | MPC                           |
| 28005                 | 1997 XC    | 1 dez 1997  | Lime Creek          | R. Linderholm            | —         | MPC                           |
| 28006                 | 1997 XM5   | 3 dez 1997  | Gekko               | T. Kagawa, T. Urata      | —         | MPC                           |
| 28007                 | 1997 XO10  | 7 dez 1997  | Cima Ekar           | A. Boattini, M. Tombelli | —         | MPC                           |
| 28008                 | 1997 XR11  | 5 dez 1997  | Nachi-Katsuura      | Y. Shimizu, T. Urata     | —         | MPC                           |
| 28009                 | 1997 YY1   | 21 dez 1997 | Oizumi              | T. Kobayashi             | —         | MPC                           |
| 28010                 | 1997 YE3   | 24 dez 1997 | Oizumi              | T. Kobayashi             | —         | MPC                           |
| 28011                 | 1997 YW3   | 22 dez 1997 | Xinglong            | SCAP                     | —         | MPC                           |
| 28012                 | 1997 YH4   | 23 dez 1997 | Xinglong            | SCAP                     | —         | MPC                           |
| 28013                 | 1997 YL4   | 24 dez 1997 | Xinglong            | SCAP                     | —         | MPC                           |
| 28014                 | 1997 YS5   | 25 dez 1997 | Oizumi              | T. Kobayashi             | —         | MPC                           |
| 28015                 | 1997 YG9   | 26 dez 1997 | Church Stretton     | S. P. Laurie             | —         | MPC                           |
| 28016                 | 1997 YV11  | 30 dez 1997 | Oizumi              | T. Kobayashi             | —         | MPC                           |
| 28017                 | 1997 YV13  | 31 dez 1997 | Oizumi              | T. Kobayashi             | —         | MPC                           |
| 28018                 | 1998 AG    | 4 jan 1998  | Xinglong            | SCAP                     | —         | MPC                           |
| 28019 Warchal         | 1998 AW8   | 14 jan 1998 | Ondřejov            | L. Kotková               | —         | MPC                           |
| 28020                 | 1998 BP5   | 22 jan 1998 | Kitt Peak           | Spacewatch               | —         | MPC                           |
| 28021                 | 1998 BP6   | 22 jan 1998 | Bédoin              | P. Antonini              | —         | MPC                           |
| 28022                 | 1998 BA9   | 25 jan 1998 | Haleakalā           | NEAT                     | —         | MPC                           |
| 28023                 | 1998 BF11  | 23 jan 1998 | Socorro             | LINEAR                   | Brangane  | MPC                           |
| 28024                 | 1998 BT14  | 25 jan 1998 | Nachi-Katsuura      | Y. Shimizu, T. Urata     | —         | MPC                           |
| 28025                 | 1998 BD41  | 25 jan 1998 | Haleakalā           | NEAT                     | —         | MPC                           |
| 28026                 | 1998 CN1   | 6 fev 1998  | Xinglong            | SCAP                     | —         | MPC                           |
| 28027                 | 1998 CC5   | 6 fev 1998  | La Silla            | E. W. Elst               | —         | MPC                           |
| 28028                 | 1998 DS8   | 22 fev 1998 | Xinglong            | SCAP                     | —         | MPC                           |
| 28029                 | 1998 DW9   | 20 fev 1998 | Woomera             | F. B. Zoltowski          | —         | MPC                           |
| 28030                 | 1998 DW12  | 26 fev 1998 | Kleť                | Kleť Obs.                | —         | MPC                           |
| 28031                 | 1998 DX17  | 23 fev 1998 | Kitt Peak           | Spacewatch               | —         | MPC                           |
| 28032                 | 1998 DZ23  | 17 fev 1998 | Nachi-Katsuura      | Y. Shimizu, T. Urata     | —         | MPC                           |
| 28033                 | 1998 EE9   | 5 mar 1998  | Xinglong            | SCAP                     | Brangane  | MPC                           |
| 28034                 | 1998 EU13  | 1 mar 1998  | La Silla            | E. W. Elst               | Eos       | MPC                           |
| 28035                 | 1998 FY1   | 21 mar 1998 | Kitt Peak           | Spacewatch               | —         | MPC                           |
| 28036                 | 1998 FZ26  | 20 mar 1998 | Socorro             | LINEAR                   | Brangane  | MPC                           |
| 28037 Williammonts    | 1998 FS33  | 20 mar 1998 | Socorro             | LINEAR                   | —         | MPC                           |
| 28038 Nicoleodzer     | 1998 FK35  | 20 mar 1998 | Socorro             | LINEAR                   | —         | MPC                           |
| 28039 Mauraoei        | 1998 FV78  | 24 mar 1998 | Socorro             | LINEAR                   | —         | MPC                           |
| 28040                 | 1998 FF80  | 24 mar 1998 | Socorro             | LINEAR                   | Ursula    | MPC                           |
| 28041                 | 1998 FQ87  | 24 mar 1998 | Socorro             | LINEAR                   | —         | MPC                           |
| 28042 Mayapatel       | 1998 FB90  | 24 mar 1998 | Socorro             | LINEAR                   | —         | MPC                           |
| 28043 Mabelwheeler    | 1998 FX90  | 24 mar 1998 | Socorro             | LINEAR                   | —         | MPC                           |
| 28044                 | 1998 FD116 | 31 mar 1998 | Socorro             | LINEAR                   | —         | MPC                           |
| 28045 Johnwilkins     | 1998 FB118 | 31 mar 1998 | Socorro             | LINEAR                   | —         | MPC                           |
| 28046                 | 1998 HB14  | 24 abr 1998 | Haleakalā           | NEAT                     | —         | MPC                           |
| 28047                 | 1998 HU90  | 21 abr 1998 | Socorro             | LINEAR                   | —         | MPC                           |
| 28048 Camilleyoke     | 1998 HH91  | 21 abr 1998 | Socorro             | LINEAR                   | —         | MPC                           |
| 28049 Yvonnealex      | 1998 HM94  | 21 abr 1998 | Socorro             | LINEAR                   | —         | MPC                           |
| 28050 Asekomeh        | 1998 HC99  | 21 abr 1998 | Socorro             | LINEAR                   | —         | MPC                           |
| 28051                 | 1998 HS153 | 25 abr 1998 | Anderson Mesa       | LONEOS                   | —         | MPC                           |
| 28052                 | 1998 KP1   | 18 mai 1998 | Anderson Mesa       | LONEOS                   | —         | MPC                           |
| 28053                 | 1998 KE4   | 22 mai 1998 | Anderson Mesa       | LONEOS                   | —         | MPC                           |
| 28054                 | 1998 KE50  | 23 mai 1998 | Socorro             | LINEAR                   | —         | MPC                           |
| 28055                 | 1998 MX    | 16 jun 1998 | Socorro             | LINEAR                   | Phocaea   | MPC                           |
| 28056                 | 1998 MK5   | 20 jun 1998 | Kitt Peak           | Spacewatch               | —         | MPC                           |
| 28057                 | 1998 MM37  | 24 jun 1998 | Anderson Mesa       | LONEOS                   | —         | MPC                           |
| 28058                 | 1998 NF    | 1 jul 1998  | Reedy Creek         | J. Broughton             | —         | MPC                           |
| 28059 Kiliaan         | 1998 OZ7   | 26 jul 1998 | La Silla            | E. W. Elst               | —         | MPC                           |
| 28060                 | 1998 OL8   | 26 jul 1998 | La Silla            | E. W. Elst               | —         | MPC                           |
| 28061                 | 1998 ON11  | 26 jul 1998 | La Silla            | E. W. Elst               | —         | MPC                           |
| 28062                 | 1998 OZ11  | 22 jul 1998 | Reedy Creek         | J. Broughton             | —         | MPC                           |
| 28063                 | 1998 OR14  | 26 jul 1998 | La Silla            | E. W. Elst               | —         | MPC                           |
| 28064                 | 1998 QX10  | 17 ago 1998 | Socorro             | LINEAR                   | Brangane  | MPC                           |
| 28065                 | 1998 QZ10  | 17 ago 1998 | Socorro             | LINEAR                   | —         | MPC                           |
| 28066                 | 1998 QA11  | 17 ago 1998 | Socorro             | LINEAR                   | —         | MPC                           |
| 28067                 | 1998 QA14  | 17 ago 1998 | Socorro             | LINEAR                   | Phocaea   | MPC                           |
| 28068 Stephbillings   | 1998 QO21  | 17 ago 1998 | Socorro             | LINEAR                   | —         | MPC                           |
| 28069                 | 1998 QQ22  | 17 ago 1998 | Socorro             | LINEAR                   | —         | MPC                           |
| 28070                 | 1998 QS25  | 17 ago 1998 | Socorro             | LINEAR                   | —         | MPC                           |
| 28071                 | 1998 QC26  | 25 ago 1998 | Višnjan Observatory | Višnjan Obs.             | —         | MPC                           |
| 28072 Lindbowerman    | 1998 QT31  | 17 ago 1998 | Socorro             | LINEAR                   | —         | MPC                           |
| 28073 Fohner          | 1998 QT40  | 17 ago 1998 | Socorro             | LINEAR                   | —         | MPC                           |
| 28074 Matgallagher    | 1998 QM41  | 17 ago 1998 | Socorro             | LINEAR                   | —         | MPC                           |
| 28075 Emilyhoffman    | 1998 QU44  | 17 ago 1998 | Socorro             | LINEAR                   | —         | MPC                           |
| 28076                 | 1998 QS48  | 17 ago 1998 | Socorro             | LINEAR                   | —         | MPC                           |
| 28077                 | 1998 QH55  | 27 ago 1998 | Anderson Mesa       | LONEOS                   | —         | MPC                           |
| 28078 Mauricehilleman | 1998 QM55  | 26 ago 1998 | Caussols            | ODAS                     | —         | MPC                           |
| 28079                 | 1998 QY63  | 24 ago 1998 | Socorro             | LINEAR                   | —         | MPC                           |
| 28080                 | 1998 QS72  | 24 ago 1998 | Socorro             | LINEAR                   | Phocaea   | MPC                           |
| 28081 Carriehudson    | 1998 QN80  | 24 ago 1998 | Socorro             | LINEAR                   | —         | MPC                           |
| 28082                 | 1998 QF88  | 24 ago 1998 | Socorro             | LINEAR                   | Phocaea   | MPC                           |
| 28083                 | 1998 QP90  | 28 ago 1998 | Socorro             | LINEAR                   | —         | MPC                           |
| 28084                 | 1998 QH92  | 28 ago 1998 | Socorro             | LINEAR                   | —         | MPC                           |
| 28085                 | 1998 QO98  | 28 ago 1998 | Socorro             | LINEAR                   | —         | MPC                           |
| 28086                 | 1998 QW100 | 26 ago 1998 | La Silla            | E. W. Elst               | —         | MPC                           |
| 28087                 | 1998 QH101 | 26 ago 1998 | La Silla            | E. W. Elst               | —         | MPC                           |
| 28088                 | 1998 RQ2   | 14 set 1998 | Socorro             | LINEAR                   | —         | MPC                           |
| 28089                 | 1998 RD17  | 14 set 1998 | Socorro             | LINEAR                   | —         | MPC                           |
| 28090                 | 1998 RW32  | 14 set 1998 | Socorro             | LINEAR                   | —         | MPC                           |
| 28091 Mikekane        | 1998 RQ49  | 14 set 1998 | Socorro             | LINEAR                   | —         | MPC                           |
| 28092 Joannekear      | 1998 RT53  | 14 set 1998 | Socorro             | LINEAR                   | —         | MPC                           |
| 28093 Staceylevoit    | 1998 RG54  | 14 set 1998 | Socorro             | LINEAR                   | —         | MPC                           |
| 28094 Michellewis     | 1998 RE56  | 14 set 1998 | Socorro             | LINEAR                   | —         | MPC                           |
| 28095 Seanmahoney     | 1998 RA57  | 14 set 1998 | Socorro             | LINEAR                   | —         | MPC                           |
| 28096 Kathrynmarsh    | 1998 RS59  | 14 set 1998 | Socorro             | LINEAR                   | —         | MPC                           |
| 28097                 | 1998 RZ63  | 14 set 1998 | Socorro             | LINEAR                   | —         | MPC                           |
| 28098                 | 1998 RJ64  | 14 set 1998 | Socorro             | LINEAR                   | —         | MPC                           |
| 28099                 | 1998 RZ66  | 14 set 1998 | Socorro             | LINEAR                   | —         | MPC                           |
| 28100                 | 1998 RG69  | 14 set 1998 | Socorro             | LINEAR                   | —         | MPC                           |

## 28101–28200
| Designação            | Designação | Descoberta  | Descoberta          | Descobridor(es)       | Categoria | Mais informações / Referência |
| Permanente            | Provisória | Data        | Local               | Descobridor(es)       | Categoria | Mais informações / Referência |
| --------------------- | ---------- | ----------- | ------------------- | --------------------- | --------- | ----------------------------- |
| 28101                 | 1998 RP71  | 14 set 1998 | Socorro             | LINEAR                | —         | MPC                           |
| 28102                 | 1998 RM79  | 14 set 1998 | Socorro             | LINEAR                | —         | MPC                           |
| 28103 Benmcpheron     | 1998 RK80  | 14 set 1998 | Socorro             | LINEAR                | —         | MPC                           |
| 28104                 | 1998 SL1   | 16 set 1998 | Caussols            | ODAS                  | —         | MPC                           |
| 28105 Santallo        | 1998 SC4   | 18 set 1998 | Caussols            | ODAS                  | —         | MPC                           |
| 28106                 | 1998 SE10  | 16 set 1998 | Caussols            | ODAS                  | —         | MPC                           |
| 28107 Sapar           | 1998 SA13  | 22 set 1998 | Ondřejov            | L. Kotková            | —         | MPC                           |
| 28108 Sydneybarnes    | 1998 SB24  | 17 set 1998 | Anderson Mesa       | LONEOS                | —         | MPC                           |
| 28109                 | 1998 SA29  | 18 set 1998 | Kitt Peak           | Spacewatch            | —         | MPC                           |
| 28110                 | 1998 SG30  | 19 set 1998 | Kitt Peak           | Spacewatch            | —         | MPC                           |
| 28111                 | 1998 SY31  | 20 set 1998 | Kitt Peak           | Spacewatch            | —         | MPC                           |
| 28112                 | 1998 SN37  | 21 set 1998 | Kitt Peak           | Spacewatch            | —         | MPC                           |
| 28113                 | 1998 SD43  | 23 set 1998 | Xinglong            | SCAP                  | —         | MPC                           |
| 28114                 | 1998 SE43  | 23 set 1998 | Xinglong            | SCAP                  | —         | MPC                           |
| 28115                 | 1998 SN50  | 26 set 1998 | Kitt Peak           | Spacewatch            | —         | MPC                           |
| 28116                 | 1998 SP56  | 17 set 1998 | Anderson Mesa       | LONEOS                | —         | MPC                           |
| 28117                 | 1998 SK57  | 17 set 1998 | Anderson Mesa       | LONEOS                | —         | MPC                           |
| 28118                 | 1998 SR57  | 17 set 1998 | Anderson Mesa       | LONEOS                | —         | MPC                           |
| 28119                 | 1998 SX71  | 21 set 1998 | La Silla            | E. W. Elst            | —         | MPC                           |
| 28120                 | 1998 SX72  | 21 set 1998 | La Silla            | E. W. Elst            | —         | MPC                           |
| 28121                 | 1998 SY72  | 21 set 1998 | La Silla            | E. W. Elst            | —         | MPC                           |
| 28122                 | 1998 SJ74  | 21 set 1998 | La Silla            | E. W. Elst            | —         | MPC                           |
| 28123                 | 1998 SM74  | 21 set 1998 | La Silla            | E. W. Elst            | —         | MPC                           |
| 28124                 | 1998 SD79  | 26 set 1998 | Socorro             | LINEAR                | —         | MPC                           |
| 28125 Juliomiguez     | 1998 SR107 | 26 set 1998 | Socorro             | LINEAR                | —         | MPC                           |
| 28126 Nydegger        | 1998 SF109 | 26 set 1998 | Socorro             | LINEAR                | —         | MPC                           |
| 28127 Ogden-Stenerson | 1998 SL110 | 26 set 1998 | Socorro             | LINEAR                | —         | MPC                           |
| 28128 Cynthrossman    | 1998 ST118 | 26 set 1998 | Socorro             | LINEAR                | —         | MPC                           |
| 28129 Teresummers     | 1998 SF121 | 26 set 1998 | Socorro             | LINEAR                | —         | MPC                           |
| 28130 Troemper        | 1998 SK124 | 26 set 1998 | Socorro             | LINEAR                | —         | MPC                           |
| 28131 Dougwelch       | 1998 SX127 | 26 set 1998 | Socorro             | LINEAR                | —         | MPC                           |
| 28132 Karenzobel      | 1998 SY128 | 26 set 1998 | Socorro             | LINEAR                | —         | MPC                           |
| 28133 Kylebardwell    | 1998 SS130 | 26 set 1998 | Socorro             | LINEAR                | —         | MPC                           |
| 28134                 | 1998 SB131 | 26 set 1998 | Socorro             | LINEAR                | —         | MPC                           |
| 28135                 | 1998 ST131 | 26 set 1998 | Socorro             | LINEAR                | —         | MPC                           |
| 28136 Chasegross      | 1998 SB134 | 26 set 1998 | Socorro             | LINEAR                | —         | MPC                           |
| 28137 Helenyao        | 1998 SY138 | 26 set 1998 | Socorro             | LINEAR                | —         | MPC                           |
| 28138                 | 1998 SD141 | 26 set 1998 | Socorro             | LINEAR                | Brangane  | MPC                           |
| 28139                 | 1998 SN141 | 26 set 1998 | Socorro             | LINEAR                | —         | MPC                           |
| 28140                 | 1998 SR144 | 20 set 1998 | La Silla            | E. W. Elst            | —         | MPC                           |
| 28141                 | 1998 TC    | 2 out 1998  | Anderson Mesa       | LONEOS                | —         | MPC                           |
| 28142                 | 1998 TU    | 12 out 1998 | Kitt Peak           | Spacewatch            | —         | MPC                           |
| 28143                 | 1998 TK5   | 13 out 1998 | Višnjan Observatory | K. Korlević           | —         | MPC                           |
| 28144                 | 1998 TN13  | 13 out 1998 | Kitt Peak           | Spacewatch            | —         | MPC                           |
| 28145                 | 1998 TY18  | 14 out 1998 | Xinglong            | SCAP                  | —         | MPC                           |
| 28146                 | 1998 TC32  | 11 out 1998 | Anderson Mesa       | LONEOS                | —         | MPC                           |
| 28147                 | 1998 TD32  | 11 out 1998 | Anderson Mesa       | LONEOS                | —         | MPC                           |
| 28148                 | 1998 TL34  | 14 out 1998 | Anderson Mesa       | LONEOS                | —         | MPC                           |
| 28149                 | 1998 TX34  | 14 out 1998 | Anderson Mesa       | LONEOS                | —         | MPC                           |
| 28150                 | 1998 UC1   | 17 out 1998 | Ondřejov            | P. Pravec             | —         | MPC                           |
| 28151 Markknopfler    | 1998 UG6   | 22 out 1998 | Caussols            | ODAS                  | —         | MPC                           |
| 28152                 | 1998 UK8   | 24 out 1998 | Oizumi              | T. Kobayashi          | —         | MPC                           |
| 28153                 | 1998 UU20  | 29 out 1998 | Višnjan Observatory | K. Korlević           | —         | MPC                           |
| 28154                 | 1998 UQ26  | 18 out 1998 | La Silla            | E. W. Elst            | —         | MPC                           |
| 28155 Chengzhendai    | 1998 UB40  | 28 out 1998 | Socorro             | LINEAR                | —         | MPC                           |
| 28156 McColl          | 1998 UF41  | 28 out 1998 | Socorro             | LINEAR                | —         | MPC                           |
| 28157                 | 1998 VY3   | 11 nov 1998 | Caussols            | ODAS                  | —         | MPC                           |
| 28158                 | 1998 VT6   | 12 nov 1998 | Oizumi              | T. Kobayashi          | —         | MPC                           |
| 28159 Giuricich       | 1998 VM7   | 10 nov 1998 | Socorro             | LINEAR                | —         | MPC                           |
| 28160                 | 1998 VC11  | 10 nov 1998 | Socorro             | LINEAR                | —         | MPC                           |
| 28161 Neelpatel       | 1998 VB13  | 10 nov 1998 | Socorro             | LINEAR                | —         | MPC                           |
| 28162                 | 1998 VD14  | 10 nov 1998 | Socorro             | LINEAR                | —         | MPC                           |
| 28163 Lorikim         | 1998 VP15  | 10 nov 1998 | Socorro             | LINEAR                | —         | MPC                           |
| 28164                 | 1998 VY21  | 10 nov 1998 | Socorro             | LINEAR                | —         | MPC                           |
| 28165 Bayanmashat     | 1998 VC25  | 10 nov 1998 | Socorro             | LINEAR                | —         | MPC                           |
| 28166                 | 1998 VP25  | 10 nov 1998 | Socorro             | LINEAR                | —         | MPC                           |
| 28167 Andrewkim       | 1998 VQ25  | 10 nov 1998 | Socorro             | LINEAR                | —         | MPC                           |
| 28168 Evanolin        | 1998 VY25  | 10 nov 1998 | Socorro             | LINEAR                | —         | MPC                           |
| 28169 Cathconte       | 1998 VZ29  | 10 nov 1998 | Socorro             | LINEAR                | —         | MPC                           |
| 28170                 | 1998 VC30  | 10 nov 1998 | Socorro             | LINEAR                | —         | MPC                           |
| 28171 Diannahu        | 1998 VV30  | 10 nov 1998 | Socorro             | LINEAR                | —         | MPC                           |
| 28172                 | 1998 VZ30  | 10 nov 1998 | Socorro             | LINEAR                | Phocaea   | MPC                           |
| 28173 Hisakichi       | 1998 VY32  | 11 nov 1998 | Chichibu            | N. Satō               | —         | MPC                           |
| 28174 Harue           | 1998 VC33  | 12 nov 1998 | Chichibu            | N. Satō               | —         | MPC                           |
| 28175                 | 1998 VM33  | 15 nov 1998 | Oizumi              | T. Kobayashi          | —         | MPC                           |
| 28176                 | 1998 VV43  | 15 nov 1998 | Kitt Peak           | Spacewatch            | —         | MPC                           |
| 28177                 | 1998 VO53  | 14 nov 1998 | Socorro             | LINEAR                | —         | MPC                           |
| 28178                 | 1998 WL1   | 18 nov 1998 | Oizumi              | T. Kobayashi          | —         | MPC                           |
| 28179                 | 1998 WR1   | 18 nov 1998 | Oizumi              | T. Kobayashi          | —         | MPC                           |
| 28180                 | 1998 WU1   | 18 nov 1998 | Oizumi              | T. Kobayashi          | —         | MPC                           |
| 28181                 | 1998 WW5   | 19 nov 1998 | Nachi-Katsuura      | Y. Shimizu, T. Urata  | —         | MPC                           |
| 28182 Chadharris      | 1998 WB10  | 21 nov 1998 | Socorro             | LINEAR                | —         | MPC                           |
| 28183 Naidu           | 1998 WM16  | 21 nov 1998 | Socorro             | LINEAR                | —         | MPC                           |
| 28184 Vaishnavirao    | 1998 WP17  | 21 nov 1998 | Socorro             | LINEAR                | —         | MPC                           |
| 28185                 | 1998 WJ18  | 21 nov 1998 | Socorro             | LINEAR                | —         | MPC                           |
| 28186                 | 1998 WK18  | 21 nov 1998 | Socorro             | LINEAR                | —         | MPC                           |
| 28187                 | 1998 WP19  | 23 nov 1998 | Socorro             | LINEAR                | —         | MPC                           |
| 28188                 | 1998 WV19  | 25 nov 1998 | Socorro             | LINEAR                | —         | MPC                           |
| 28189                 | 1998 WP22  | 18 nov 1998 | Socorro             | LINEAR                | —         | MPC                           |
| 28190                 | 1998 WU23  | 25 nov 1998 | Socorro             | LINEAR                | —         | MPC                           |
| 28191                 | 1998 WV23  | 25 nov 1998 | Socorro             | LINEAR                | —         | MPC                           |
| 28192                 | 1998 WE24  | 25 nov 1998 | Socorro             | LINEAR                | —         | MPC                           |
| 28193                 | 1998 WY30  | 29 nov 1998 | Farra d'Isonzo      | Farra d'Isonzo        | —         | MPC                           |
| 28194                 | 1998 WX37  | 21 nov 1998 | Kitt Peak           | Spacewatch            | —         | MPC                           |
| 28195                 | 1998 XW4   | 12 dez 1998 | Oizumi              | T. Kobayashi          | —         | MPC                           |
| 28196 Szeged          | 1998 XY12  | 15 dez 1998 | Piszkéstető         | K. Sárneczky, L. Kiss | —         | MPC                           |
| 28197                 | 1998 XZ12  | 15 dez 1998 | High Point          | D. K. Chesney         | —         | MPC                           |
| 28198                 | 1998 XU16  | 15 dez 1998 | Višnjan Observatory | K. Korlević           | —         | MPC                           |
| 28199                 | 1998 XA42  | 14 dez 1998 | Socorro             | LINEAR                | —         | MPC                           |
| 28200                 | 1998 XF44  | 14 dez 1998 | Socorro             | LINEAR                | —         | MPC                           |

## 28201–28300
| Designação         | Designação | Descoberta  | Descoberta          | Descobridor(es)        | Categoria | Mais informações / Referência |
| Permanente         | Provisória | Data        | Local               | Descobridor(es)        | Categoria | Mais informações / Referência |
| ------------------ | ---------- | ----------- | ------------------- | ---------------------- | --------- | ----------------------------- |
| 28201 Lifubin      | 1998 XV44  | 14 dez 1998 | Socorro             | LINEAR                 | —         | MPC                           |
| 28202              | 1998 XC47  | 14 dez 1998 | Socorro             | LINEAR                 | —         | MPC                           |
| 28203              | 1998 XL48  | 14 dez 1998 | Socorro             | LINEAR                 | —         | MPC                           |
| 28204 Liyakang     | 1998 XX50  | 14 dez 1998 | Socorro             | LINEAR                 | —         | MPC                           |
| 28205              | 1998 XL51  | 14 dez 1998 | Socorro             | LINEAR                 | —         | MPC                           |
| 28206 Haozhongning | 1998 XO52  | 14 dez 1998 | Socorro             | LINEAR                 | —         | MPC                           |
| 28207 Blakesmith   | 1998 XH53  | 14 dez 1998 | Socorro             | LINEAR                 | —         | MPC                           |
| 28208 Timtrippel   | 1998 XE54  | 14 dez 1998 | Socorro             | LINEAR                 | —         | MPC                           |
| 28209 Chatterjee   | 1998 XC63  | 14 dez 1998 | Socorro             | LINEAR                 | —         | MPC                           |
| 28210 Howardfeng   | 1998 XF63  | 14 dez 1998 | Socorro             | LINEAR                 | —         | MPC                           |
| 28211              | 1998 XJ64  | 14 dez 1998 | Socorro             | LINEAR                 | —         | MPC                           |
| 28212              | 1998 XJ78  | 15 dez 1998 | Socorro             | LINEAR                 | —         | MPC                           |
| 28213              | 1998 XS92  | 15 dez 1998 | Socorro             | LINEAR                 | —         | MPC                           |
| 28214              | 1998 YW    | 16 dez 1998 | Oizumi              | T. Kobayashi           | —         | MPC                           |
| 28215              | 1998 YE1   | 16 dez 1998 | Gekko               | T. Kagawa              | —         | MPC                           |
| 28216              | 1998 YU1   | 17 dez 1998 | Višnjan Observatory | K. Korlević            | —         | MPC                           |
| 28217              | 1998 YO3   | 18 dez 1998 | Kleť                | Kleť Obs.              | —         | MPC                           |
| 28218              | 1998 YA6   | 17 dez 1998 | Višnjan Observatory | K. Korlević            | —         | MPC                           |
| 28219              | 1998 YP8   | 23 dez 1998 | Višnjan Observatory | K. Korlević            | —         | MPC                           |
| 28220 York         | 1998 YN12  | 28 dez 1998 | Kleť                | J. Tichá, M. Tichý     | —         | MPC                           |
| 28221              | 1998 YG17  | 22 dez 1998 | Kitt Peak           | Spacewatch             | —         | MPC                           |
| 28222 Neilpathak   | 1998 YF23  | 16 dez 1998 | Socorro             | LINEAR                 | —         | MPC                           |
| 28223              | 1998 YR27  | 27 dez 1998 | Nyukasa             | M. Hirasawa, S. Suzuki | —         | MPC                           |
| 28224              | 1999 AJ    | 5 jan 1999  | Višnjan Observatory | K. Korlević            | —         | MPC                           |
| 28225              | 1999 AS    | 7 jan 1999  | Oizumi              | T. Kobayashi           | —         | MPC                           |
| 28226              | 1999 AE2   | 9 jan 1999  | Oizumi              | T. Kobayashi           | —         | MPC                           |
| 28227              | 1999 AN2   | 9 jan 1999  | Oizumi              | T. Kobayashi           | —         | MPC                           |
| 28228              | 1999 AU2   | 9 jan 1999  | Oizumi              | T. Kobayashi           | —         | MPC                           |
| 28229              | 1999 AK4   | 9 jan 1999  | Višnjan Observatory | K. Korlević            | —         | MPC                           |
| 28230              | 1999 AH5   | 10 jan 1999 | Nachi-Katsuura      | Y. Shimizu, T. Urata   | —         | MPC                           |
| 28231              | 1999 AL5   | 10 jan 1999 | Nachi-Katsuura      | Y. Shimizu, T. Urata   | —         | MPC                           |
| 28232              | 1999 AS5   | 12 jan 1999 | Oizumi              | T. Kobayashi           | —         | MPC                           |
| 28233              | 1999 AV5   | 12 jan 1999 | Oizumi              | T. Kobayashi           | —         | MPC                           |
| 28234              | 1999 AB8   | 13 jan 1999 | Oizumi              | T. Kobayashi           | —         | MPC                           |
| 28235              | 1999 AL8   | 7 jan 1999  | Anderson Mesa       | LONEOS                 | —         | MPC                           |
| 28236              | 1999 AH10  | 14 jan 1999 | Višnjan Observatory | K. Korlević            | —         | MPC                           |
| 28237              | 1999 AR16  | 10 jan 1999 | Kitt Peak           | Spacewatch             | —         | MPC                           |
| 28238              | 1999 AB18  | 11 jan 1999 | Kitt Peak           | Spacewatch             | —         | MPC                           |
| 28239              | 1999 AQ19  | 13 jan 1999 | Kitt Peak           | Spacewatch             | Brangane  | MPC                           |
| 28240              | 1999 AP21  | 14 jan 1999 | Višnjan Observatory | K. Korlević            | —         | MPC                           |
| 28241              | 1999 AC22  | 10 jan 1999 | Xinglong            | SCAP                   | —         | MPC                           |
| 28242 Mingantu     | 1999 AT22  | 6 jan 1999  | Xinglong            | SCAP                   | —         | MPC                           |
| 28243              | 1999 AA23  | 15 jan 1999 | Oizumi              | T. Kobayashi           | —         | MPC                           |
| 28244              | 1999 AL31  | 14 jan 1999 | Kitt Peak           | Spacewatch             | —         | MPC                           |
| 28245              | 1999 AV37  | 14 jan 1999 | Anderson Mesa       | LONEOS                 | —         | MPC                           |
| 28246              | 1999 BW1   | 18 jan 1999 | Višnjan Observatory | K. Korlević            | —         | MPC                           |
| 28247              | 1999 BP3   | 19 jan 1999 | Višnjan Observatory | K. Korlević            | Chloris   | MPC                           |
| 28248 Barthelemy   | 1999 BQ4   | 19 jan 1999 | Caussols            | ODAS                   | —         | MPC                           |
| 28249              | 1999 BX6   | 21 jan 1999 | Caussols            | ODAS                   | —         | MPC                           |
| 28250              | 1999 BC8   | 22 jan 1999 | Višnjan Observatory | K. Korlević            | —         | MPC                           |
| 28251 Gerbaldi     | 1999 BW13  | 20 jan 1999 | Caussols            | ODAS                   | —         | MPC                           |
| 28252              | 1999 BK15  | 26 jan 1999 | Višnjan Observatory | K. Korlević            | —         | MPC                           |
| 28253              | 1999 BA19  | 16 jan 1999 | Socorro             | LINEAR                 | —         | MPC                           |
| 28254 Raghrama     | 1999 BC21  | 16 jan 1999 | Socorro             | LINEAR                 | —         | MPC                           |
| 28255              | 1999 BB24  | 18 jan 1999 | Socorro             | LINEAR                 | —         | MPC                           |
| 28256              | 1999 BL24  | 18 jan 1999 | Socorro             | LINEAR                 | —         | MPC                           |
| 28257              | 1999 BT24  | 18 jan 1999 | Socorro             | LINEAR                 | —         | MPC                           |
| 28258              | 1999 BM25  | 18 jan 1999 | Socorro             | LINEAR                 | —         | MPC                           |
| 28259              | 1999 BY27  | 17 jan 1999 | Kitt Peak           | Spacewatch             | —         | MPC                           |
| 28260              | 1999 BK29  | 18 jan 1999 | Kitt Peak           | Spacewatch             | —         | MPC                           |
| 28261              | 1999 CJ    | 4 fev 1999  | Oizumi              | T. Kobayashi           | Brangane  | MPC                           |
| 28262              | 1999 CQ4   | 8 fev 1999  | Višnjan Observatory | K. Korlević            | —         | MPC                           |
| 28263              | 1999 CR4   | 8 fev 1999  | Višnjan Observatory | K. Korlević            | —         | MPC                           |
| 28264              | 1999 CJ5   | 12 fev 1999 | Oizumi              | T. Kobayashi           | Brangane  | MPC                           |
| 28265              | 1999 CL5   | 12 fev 1999 | Oizumi              | T. Kobayashi           | —         | MPC                           |
| 28266              | 1999 CP5   | 12 fev 1999 | Oizumi              | T. Kobayashi           | —         | MPC                           |
| 28267              | 1999 CH10  | 15 fev 1999 | Oizumi              | T. Kobayashi           | —         | MPC                           |
| 28268              | 1999 CA14  | 8 fev 1999  | Uenohara            | N. Kawasato            | —         | MPC                           |
| 28269              | 1999 CQ14  | 15 fev 1999 | Višnjan Observatory | K. Korlević            | Phocaea   | MPC                           |
| 28270              | 1999 CS14  | 15 fev 1999 | Višnjan Observatory | K. Korlević            | —         | MPC                           |
| 28271              | 1999 CK16  | 6 fev 1999  | Višnjan Observatory | K. Korlević            | —         | MPC                           |
| 28272 Mikejanner   | 1999 CY17  | 10 fev 1999 | Socorro             | LINEAR                 | —         | MPC                           |
| 28273 Maianhvu     | 1999 CD21  | 10 fev 1999 | Socorro             | LINEAR                 | —         | MPC                           |
| 28274              | 1999 CF21  | 10 fev 1999 | Socorro             | LINEAR                 | Phocaea   | MPC                           |
| 28275 Quoc-Bao     | 1999 CM23  | 10 fev 1999 | Socorro             | LINEAR                 | —         | MPC                           |
| 28276 Filipnaiser  | 1999 CN25  | 10 fev 1999 | Socorro             | LINEAR                 | —         | MPC                           |
| 28277 Chengherngyi | 1999 CN27  | 10 fev 1999 | Socorro             | LINEAR                 | —         | MPC                           |
| 28278              | 1999 CQ27  | 10 fev 1999 | Socorro             | LINEAR                 | Brangane  | MPC                           |
| 28279              | 1999 CD28  | 10 fev 1999 | Socorro             | LINEAR                 | —         | MPC                           |
| 28280              | 1999 CG28  | 10 fev 1999 | Socorro             | LINEAR                 | —         | MPC                           |
| 28281              | 1999 CT29  | 10 fev 1999 | Socorro             | LINEAR                 | Phocaea   | MPC                           |
| 28282              | 1999 CJ35  | 10 fev 1999 | Socorro             | LINEAR                 | Brangane  | MPC                           |
| 28283              | 1999 CR35  | 10 fev 1999 | Socorro             | LINEAR                 | —         | MPC                           |
| 28284              | 1999 CG37  | 10 fev 1999 | Socorro             | LINEAR                 | —         | MPC                           |
| 28285              | 1999 CP39  | 10 fev 1999 | Socorro             | LINEAR                 | —         | MPC                           |
| 28286              | 1999 CJ40  | 10 fev 1999 | Socorro             | LINEAR                 | —         | MPC                           |
| 28287 Osmanov      | 1999 CT42  | 10 fev 1999 | Socorro             | LINEAR                 | —         | MPC                           |
| 28288              | 1999 CL49  | 10 fev 1999 | Socorro             | LINEAR                 | —         | MPC                           |
| 28289              | 1999 CT50  | 10 fev 1999 | Socorro             | LINEAR                 | —         | MPC                           |
| 28290              | 1999 CY51  | 10 fev 1999 | Socorro             | LINEAR                 | —         | MPC                           |
| 28291              | 1999 CX52  | 10 fev 1999 | Socorro             | LINEAR                 | —         | MPC                           |
| 28292              | 1999 CX54  | 10 fev 1999 | Socorro             | LINEAR                 | —         | MPC                           |
| 28293              | 1999 CN57  | 10 fev 1999 | Socorro             | LINEAR                 | —         | MPC                           |
| 28294              | 1999 CS59  | 12 fev 1999 | Socorro             | LINEAR                 | —         | MPC                           |
| 28295 Heyizheng    | 1999 CE61  | 12 fev 1999 | Socorro             | LINEAR                 | —         | MPC                           |
| 28296              | 1999 CQ63  | 12 fev 1999 | Socorro             | LINEAR                 | —         | MPC                           |
| 28297              | 1999 CR63  | 12 fev 1999 | Socorro             | LINEAR                 | —         | MPC                           |
| 28298              | 1999 CM64  | 12 fev 1999 | Socorro             | LINEAR                 | —         | MPC                           |
| 28299 Kanghaoyan   | 1999 CH66  | 12 fev 1999 | Socorro             | LINEAR                 | —         | MPC                           |
| 28300              | 1999 CS67  | 12 fev 1999 | Socorro             | LINEAR                 | —         | MPC                           |

## 28301–28400
| Designação           | Designação | Descoberta  | Descoberta          | Descobridor(es)      | Categoria | Mais informações / Referência |
| Permanente           | Provisória | Data        | Local               | Descobridor(es)      | Categoria | Mais informações / Referência |
| -------------------- | ---------- | ----------- | ------------------- | -------------------- | --------- | ----------------------------- |
| 28301                | 1999 CW67  | 12 fev 1999 | Socorro             | LINEAR               | —         | MPC                           |
| 28302                | 1999 CK71  | 12 fev 1999 | Socorro             | LINEAR               | —         | MPC                           |
| 28303                | 1999 CY72  | 12 fev 1999 | Socorro             | LINEAR               | —         | MPC                           |
| 28304                | 1999 CC75  | 12 fev 1999 | Socorro             | LINEAR               | —         | MPC                           |
| 28305 Wangjiayi      | 1999 CH79  | 12 fev 1999 | Socorro             | LINEAR               | —         | MPC                           |
| 28306                | 1999 CV79  | 12 fev 1999 | Socorro             | LINEAR               | —         | MPC                           |
| 28307                | 1999 CN80  | 12 fev 1999 | Socorro             | LINEAR               | —         | MPC                           |
| 28308                | 1999 CA81  | 12 fev 1999 | Socorro             | LINEAR               | —         | MPC                           |
| 28309 Ericfein       | 1999 CB81  | 12 fev 1999 | Socorro             | LINEAR               | —         | MPC                           |
| 28310                | 1999 CT81  | 12 fev 1999 | Socorro             | LINEAR               | —         | MPC                           |
| 28311                | 1999 CY90  | 10 fev 1999 | Socorro             | LINEAR               | —         | MPC                           |
| 28312                | 1999 CH94  | 10 fev 1999 | Socorro             | LINEAR               | —         | MPC                           |
| 28313                | 1999 CU99  | 10 fev 1999 | Socorro             | LINEAR               | —         | MPC                           |
| 28314                | 1999 CG100 | 10 fev 1999 | Socorro             | LINEAR               | —         | MPC                           |
| 28315                | 1999 CD101 | 10 fev 1999 | Socorro             | LINEAR               | —         | MPC                           |
| 28316                | 1999 CK101 | 10 fev 1999 | Socorro             | LINEAR               | —         | MPC                           |
| 28317 Aislinndeely   | 1999 CA106 | 12 fev 1999 | Socorro             | LINEAR               | —         | MPC                           |
| 28318 Janecox        | 1999 CE106 | 12 fev 1999 | Socorro             | LINEAR               | —         | MPC                           |
| 28319                | 1999 CR107 | 12 fev 1999 | Socorro             | LINEAR               | —         | MPC                           |
| 28320                | 1999 CG110 | 12 fev 1999 | Socorro             | LINEAR               | —         | MPC                           |
| 28321 Arnabdey       | 1999 CV110 | 12 fev 1999 | Socorro             | LINEAR               | —         | MPC                           |
| 28322 Kaeberich      | 1999 CK111 | 12 fev 1999 | Socorro             | LINEAR               | —         | MPC                           |
| 28323                | 1999 CP112 | 12 fev 1999 | Socorro             | LINEAR               | Brangane  | MPC                           |
| 28324 Davidcampeau   | 1999 CN114 | 12 fev 1999 | Socorro             | LINEAR               | —         | MPC                           |
| 28325                | 1999 CK118 | 12 fev 1999 | Socorro             | LINEAR               | —         | MPC                           |
| 28326                | 1999 CY120 | 11 fev 1999 | Socorro             | LINEAR               | Phocaea   | MPC                           |
| 28327                | 1999 CT123 | 11 fev 1999 | Socorro             | LINEAR               | —         | MPC                           |
| 28328                | 1999 CN125 | 11 fev 1999 | Socorro             | LINEAR               | —         | MPC                           |
| 28329                | 1999 CD150 | 13 fev 1999 | Kitt Peak           | Spacewatch           | —         | MPC                           |
| 28330                | 1999 CG152 | 12 fev 1999 | Kitt Peak           | Spacewatch           | —         | MPC                           |
| 28331                | 1999 CD156 | 14 fev 1999 | Anderson Mesa       | LONEOS               | —         | MPC                           |
| 28332                | 1999 DU1   | 18 fev 1999 | Haleakalā           | NEAT                 | —         | MPC                           |
| 28333                | 1999 DW1   | 18 fev 1999 | Haleakala           | NEAT                 | Brangane  | MPC                           |
| 28334                | 1999 DJ2   | 19 fev 1999 | Oizumi              | T. Kobayashi         | —         | MPC                           |
| 28335                | 1999 DN2   | 19 fev 1999 | Oizumi              | T. Kobayashi         | —         | MPC                           |
| 28336                | 1999 DZ4   | 17 fev 1999 | Socorro             | LINEAR               | —         | MPC                           |
| 28337                | 1999 EA2   | 9 mar 1999  | Kitt Peak           | Spacewatch           | —         | MPC                           |
| 28338                | 1999 EL2   | 10 mar 1999 | Kitt Peak           | Spacewatch           | —         | MPC                           |
| 28339                | 1999 EC3   | 10 mar 1999 | Reedy Creek         | J. Broughton         | Brangane  | MPC                           |
| 28340 Yukihiro       | 1999 EG5   | 13 mar 1999 | Yatsuka             | H. Abe               | —         | MPC                           |
| 28341 Bingaman       | 1999 EU5   | 13 mar 1999 | Goodricke-Pigott    | R. A. Tucker         | —         | MPC                           |
| 28342                | 1999 FB9   | 19 mar 1999 | Anderson Mesa       | LONEOS               | —         | MPC                           |
| 28343                | 1999 FG9   | 20 mar 1999 | Anderson Mesa       | LONEOS               | —         | MPC                           |
| 28344                | 1999 FE19  | 22 mar 1999 | Anderson Mesa       | LONEOS               | —         | MPC                           |
| 28345                | 1999 FL19  | 22 mar 1999 | Anderson Mesa       | LONEOS               | —         | MPC                           |
| 28346 Kent           | 1999 FV19  | 19 mar 1999 | Fountain Hills      | C. W. Juels          | —         | MPC                           |
| 28347                | 1999 FD22  | 19 mar 1999 | Socorro             | LINEAR               | Brangane  | MPC                           |
| 28348                | 1999 FO23  | 19 mar 1999 | Socorro             | LINEAR               | —         | MPC                           |
| 28349                | 1999 FB26  | 19 mar 1999 | Socorro             | LINEAR               | —         | MPC                           |
| 28350                | 1999 FC26  | 19 mar 1999 | Socorro             | LINEAR               | Brangane  | MPC                           |
| 28351 Andrewfeldman  | 1999 FP29  | 19 mar 1999 | Socorro             | LINEAR               | —         | MPC                           |
| 28352                | 1999 FF31  | 19 mar 1999 | Socorro             | LINEAR               | Brangane  | MPC                           |
| 28353 Chrisnielsen   | 1999 FH32  | 19 mar 1999 | Socorro             | LINEAR               | —         | MPC                           |
| 28354                | 1999 FV33  | 19 mar 1999 | Socorro             | LINEAR               | —         | MPC                           |
| 28355                | 1999 FW33  | 19 mar 1999 | Socorro             | LINEAR               | —         | MPC                           |
| 28356                | 1999 FF38  | 20 mar 1999 | Socorro             | LINEAR               | —         | MPC                           |
| 28357                | 1999 FB40  | 20 mar 1999 | Socorro             | LINEAR               | —         | MPC                           |
| 28358                | 1999 FW48  | 20 mar 1999 | Socorro             | LINEAR               | —         | MPC                           |
| 28359                | 1999 FP52  | 20 mar 1999 | Socorro             | LINEAR               | —         | MPC                           |
| 28360                | 1999 FU55  | 20 mar 1999 | Socorro             | LINEAR               | —         | MPC                           |
| 28361                | 1999 FF59  | 20 mar 1999 | Socorro             | LINEAR               | —         | MPC                           |
| 28362                | 1999 GP5   | 7 abr 1999  | Nachi-Katsuura      | Y. Shimizu, T. Urata | —         | MPC                           |
| 28363                | 1999 GN6   | 14 abr 1999 | Woomera             | F. B. Zoltowski      | —         | MPC                           |
| 28364                | 1999 GN7   | 7 abr 1999  | Anderson Mesa       | LONEOS               | —         | MPC                           |
| 28365                | 1999 GF14  | 15 abr 1999 | Socorro             | LINEAR               | —         | MPC                           |
| 28366 Verkuil        | 1999 GA16  | 9 abr 1999  | Socorro             | LINEAR               | —         | MPC                           |
| 28367                | 1999 GO16  | 15 abr 1999 | Socorro             | LINEAR               | —         | MPC                           |
| 28368                | 1999 GW18  | 15 abr 1999 | Socorro             | LINEAR               | —         | MPC                           |
| 28369                | 1999 GA21  | 15 abr 1999 | Socorro             | LINEAR               | —         | MPC                           |
| 28370                | 1999 GK34  | 6 abr 1999  | Socorro             | LINEAR               | —         | MPC                           |
| 28371                | 1999 GG39  | 12 abr 1999 | Socorro             | LINEAR               | Brangane  | MPC                           |
| 28372                | 1999 HU    | 18 abr 1999 | Woomera             | F. B. Zoltowski      | —         | MPC                           |
| 28373                | 1999 HL3   | 18 abr 1999 | Catalina            | CSS                  | —         | MPC                           |
| 28374                | 1999 HL11  | 17 abr 1999 | Socorro             | LINEAR               | —         | MPC                           |
| 28375                | 1999 JC    | 2 mai 1999  | Višnjan Observatory | K. Korlević          | —         | MPC                           |
| 28376 Atifjaved      | 1999 JX19  | 10 mai 1999 | Socorro             | LINEAR               | —         | MPC                           |
| 28377                | 1999 JC24  | 10 mai 1999 | Socorro             | LINEAR               | Phocaea   | MPC                           |
| 28378                | 1999 JN24  | 10 mai 1999 | Socorro             | LINEAR               | Brangane  | MPC                           |
| 28379                | 1999 JK37  | 10 mai 1999 | Socorro             | LINEAR               | —         | MPC                           |
| 28380                | 1999 JO38  | 10 mai 1999 | Socorro             | LINEAR               | —         | MPC                           |
| 28381                | 1999 JQ39  | 10 mai 1999 | Socorro             | LINEAR               | Brangane  | MPC                           |
| 28382 Stevengillen   | 1999 JZ48  | 10 mai 1999 | Socorro             | LINEAR               | Mitidika  | MPC                           |
| 28383                | 1999 JX68  | 12 mai 1999 | Socorro             | LINEAR               | —         | MPC                           |
| 28384                | 1999 JT76  | 10 mai 1999 | Socorro             | LINEAR               | —         | MPC                           |
| 28385                | 1999 JX76  | 12 mai 1999 | Socorro             | LINEAR               | —         | MPC                           |
| 28386                | 1999 JD79  | 13 mai 1999 | Socorro             | LINEAR               | —         | MPC                           |
| 28387                | 1999 JE79  | 13 mai 1999 | Socorro             | LINEAR               | —         | MPC                           |
| 28388                | 1999 JM86  | 12 mai 1999 | Socorro             | LINEAR               | —         | MPC                           |
| 28389                | 1999 JN95  | 12 mai 1999 | Socorro             | LINEAR               | —         | MPC                           |
| 28390 Demjohopkins   | 1999 JW131 | 13 mai 1999 | Socorro             | LINEAR               | —         | MPC                           |
| 28391                | 1999 LV11  | 9 jun 1999  | Socorro             | LINEAR               | —         | MPC                           |
| 28392                | 1999 NQ11  | 13 jul 1999 | Socorro             | LINEAR               | —         | MPC                           |
| 28393                | 1999 RB12  | 7 set 1999  | Socorro             | LINEAR               | —         | MPC                           |
| 28394 Mittag-Leffler | 1999 RY36  | 13 set 1999 | Prescott            | P. G. Comba          | —         | MPC                           |
| 28395                | 1999 RZ42  | 3 set 1999  | Siding Spring       | R. H. McNaught       | —         | MPC                           |
| 28396 Eymann         | 1999 RY44  | 13 set 1999 | Guitalens           | A. Klotz             | —         | MPC                           |
| 28397 Forrestbetton  | 1999 RK53  | 7 set 1999  | Socorro             | LINEAR               | —         | MPC                           |
| 28398 Ericthomas     | 1999 RE55  | 7 set 1999  | Socorro             | LINEAR               | —         | MPC                           |
| 28399                | 1999 RY136 | 9 set 1999  | Socorro             | LINEAR               | Brangane  | MPC                           |
| 28400 Morgansinko    | 1999 RW160 | 9 set 1999  | Socorro             | LINEAR               | —         | MPC                           |

## 28401–28500
| Designação          | Designação | Descoberta  | Descoberta          | Descobridor(es)       | Categoria | Mais informações / Referência |
| Permanente          | Provisória | Data        | Local               | Descobridor(es)       | Categoria | Mais informações / Referência |
| ------------------- | ---------- | ----------- | ------------------- | --------------------- | --------- | ----------------------------- |
| 28401               | 1999 RT165 | 9 set 1999  | Socorro             | LINEAR                | —         | MPC                           |
| 28402 Matthewkim    | 1999 RV211 | 8 set 1999  | Socorro             | LINEAR                | —         | MPC                           |
| 28403               | 1999 TY    | 1 out 1999  | Višnjan Observatory | K. Korlević           | —         | MPC                           |
| 28404               | 1999 TQ5   | 1 out 1999  | Višnjan Observatory | K. Korlević, M. Jurić | —         | MPC                           |
| 28405               | 1999 TG13  | 10 out 1999 | Oohira              | T. Urata              | —         | MPC                           |
| 28406               | 1999 TB100 | 2 out 1999  | Socorro             | LINEAR                | Chimaera  | MPC                           |
| 28407 Meghanarao    | 1999 TH135 | 6 out 1999  | Socorro             | LINEAR                | —         | MPC                           |
| 28408               | 1999 TS222 | 2 out 1999  | Anderson Mesa       | LONEOS                | —         | MPC                           |
| 28409               | 1999 TQ226 | 3 out 1999  | Kitt Peak           | Spacewatch            | —         | MPC                           |
| 28410               | 1999 TE246 | 8 out 1999  | Catalina            | CSS                   | —         | MPC                           |
| 28411 Xiuqicao      | 1999 TQ284 | 9 out 1999  | Socorro             | LINEAR                | —         | MPC                           |
| 28412               | 1999 UY13  | 29 out 1999 | Catalina            | CSS                   | —         | MPC                           |
| 28413               | 1999 UT26  | 30 out 1999 | Catalina            | CSS                   | —         | MPC                           |
| 28414               | 1999 UH46  | 31 out 1999 | Catalina            | CSS                   | —         | MPC                           |
| 28415 Yingxiong     | 1999 VE27  | 3 nov 1999  | Socorro             | LINEAR                | —         | MPC                           |
| 28416 Ngqin         | 1999 VW31  | 3 nov 1999  | Socorro             | LINEAR                | —         | MPC                           |
| 28417 Leewei        | 1999 VA50  | 3 nov 1999  | Socorro             | LINEAR                | —         | MPC                           |
| 28418 Pornwasu      | 1999 VQ54  | 4 nov 1999  | Socorro             | LINEAR                | —         | MPC                           |
| 28419 Tanpitcha     | 1999 VA67  | 4 nov 1999  | Socorro             | LINEAR                | —         | MPC                           |
| 28420               | 1999 VC78  | 4 nov 1999  | Socorro             | LINEAR                | —         | MPC                           |
| 28421               | 1999 VH87  | 6 nov 1999  | Catalina            | CSS                   | Juno      | MPC                           |
| 28422               | 1999 VA154 | 13 nov 1999 | Catalina            | CSS                   | —         | MPC                           |
| 28423               | 1999 WN3   | 28 nov 1999 | Oizumi              | T. Kobayashi          | —         | MPC                           |
| 28424               | 1999 XA    | 1 dez 1999  | Socorro             | LINEAR                | —         | MPC                           |
| 28425 Sungkanit     | 1999 XL24  | 6 dez 1999  | Socorro             | LINEAR                | —         | MPC                           |
| 28426 Sangani       | 1999 XV28  | 6 dez 1999  | Socorro             | LINEAR                | —         | MPC                           |
| 28427 Gidwani       | 1999 XP42  | 7 dez 1999  | Socorro             | LINEAR                | —         | MPC                           |
| 28428 Ankurvaishnav | 1999 XQ43  | 7 dez 1999  | Socorro             | LINEAR                | —         | MPC                           |
| 28429               | 1999 XF75  | 7 dez 1999  | Socorro             | LINEAR                | —         | MPC                           |
| 28430               | 1999 XP124 | 7 dez 1999  | Catalina            | CSS                   | —         | MPC                           |
| 28431               | 1999 XO136 | 13 dez 1999 | Fountain Hills      | C. W. Juels           | —         | MPC                           |
| 28432               | 1999 XY168 | 10 dez 1999 | Socorro             | LINEAR                | Phocaea   | MPC                           |
| 28433 Samarquez     | 1999 XP175 | 10 dez 1999 | Socorro             | LINEAR                | —         | MPC                           |
| 28434               | 1999 XL176 | 10 dez 1999 | Socorro             | LINEAR                | —         | MPC                           |
| 28435               | 1999 XW209 | 13 dez 1999 | Socorro             | LINEAR                | —         | MPC                           |
| 28436               | 1999 XJ230 | 7 dez 1999  | Anderson Mesa       | LONEOS                | —         | MPC                           |
| 28437               | 1999 YJ16  | 31 dez 1999 | Kitt Peak           | Spacewatch            | —         | MPC                           |
| 28438 Venkateswaran | 2000 AG30  | 3 jan 2000  | Socorro             | LINEAR                | —         | MPC                           |
| 28439               | 2000 AM30  | 3 jan 2000  | Socorro             | LINEAR                | —         | MPC                           |
| 28440               | 2000 AN40  | 3 jan 2000  | Socorro             | LINEAR                | —         | MPC                           |
| 28441               | 2000 AE43  | 5 jan 2000  | Socorro             | LINEAR                | Juno      | MPC                           |
| 28442 Nicholashuey  | 2000 AN61  | 4 jan 2000  | Socorro             | LINEAR                | —         | MPC                           |
| 28443 Crisara       | 2000 AP86  | 5 jan 2000  | Socorro             | LINEAR                | —         | MPC                           |
| 28444 Alexrabii     | 2000 AP91  | 5 jan 2000  | Socorro             | LINEAR                | —         | MPC                           |
| 28445               | 2000 AQ95  | 4 jan 2000  | Socorro             | LINEAR                | —         | MPC                           |
| 28446 Davlantes     | 2000 AQ96  | 4 jan 2000  | Socorro             | LINEAR                | —         | MPC                           |
| 28447 Arjunmathur   | 2000 AW96  | 4 jan 2000  | Socorro             | LINEAR                | —         | MPC                           |
| 28448               | 2000 AN97  | 4 jan 2000  | Socorro             | LINEAR                | —         | MPC                           |
| 28449 Ericlau       | 2000 AK117 | 5 jan 2000  | Socorro             | LINEAR                | —         | MPC                           |
| 28450 Saravolz      | 2000 AB119 | 5 jan 2000  | Socorro             | LINEAR                | —         | MPC                           |
| 28451 Tylerhoward   | 2000 AD129 | 5 jan 2000  | Socorro             | LINEAR                | —         | MPC                           |
| 28452 Natkondamuri  | 2000 AD130 | 5 jan 2000  | Socorro             | LINEAR                | —         | MPC                           |
| 28453 Alexcecil     | 2000 AE131 | 6 jan 2000  | Socorro             | LINEAR                | —         | MPC                           |
| 28454               | 2000 AF137 | 4 jan 2000  | Socorro             | LINEAR                | —         | MPC                           |
| 28455               | 2000 AV137 | 4 jan 2000  | Socorro             | LINEAR                | —         | MPC                           |
| 28456               | 2000 AY137 | 4 jan 2000  | Socorro             | LINEAR                | —         | MPC                           |
| 28457 Chloeanassis  | 2000 AX143 | 5 jan 2000  | Socorro             | LINEAR                | —         | MPC                           |
| 28458               | 2000 AL144 | 5 jan 2000  | Socorro             | LINEAR                | —         | MPC                           |
| 28459               | 2000 AW144 | 5 jan 2000  | Socorro             | LINEAR                | Pallas    | MPC                           |
| 28460 Ariannepapa   | 2000 AY163 | 5 jan 2000  | Socorro             | LINEAR                | —         | MPC                           |
| 28461               | 2000 AL164 | 5 jan 2000  | Socorro             | LINEAR                | —         | MPC                           |
| 28462               | 2000 AO164 | 5 jan 2000  | Socorro             | LINEAR                | —         | MPC                           |
| 28463               | 2000 AG168 | 7 jan 2000  | Farpoint            | Farpoint Obs.         | —         | MPC                           |
| 28464               | 2000 AZ185 | 8 jan 2000  | Socorro             | LINEAR                | —         | MPC                           |
| 28465 Janesmyth     | 2000 AQ237 | 5 jan 2000  | Socorro             | LINEAR                | —         | MPC                           |
| 28466               | 2000 AV243 | 7 jan 2000  | Socorro             | LINEAR                | Pallas    | MPC                           |
| 28467 Maurentejamie | 2000 AA244 | 7 jan 2000  | Socorro             | LINEAR                | —         | MPC                           |
| 28468 Shichangxu    | 2000 AG246 | 12 jan 2000 | Xinglong            | SCAP                  | —         | MPC                           |
| 28469               | 2000 BU8   | 29 jan 2000 | Socorro             | LINEAR                | —         | MPC                           |
| 28470               | 2000 BJ12  | 28 jan 2000 | Kitt Peak           | Spacewatch            | —         | MPC                           |
| 28471               | 2000 BZ13  | 27 jan 2000 | Oizumi              | T. Kobayashi          | —         | MPC                           |
| 28472               | 2000 BE14  | 28 jan 2000 | Oizumi              | T. Kobayashi          | Phocaea   | MPC                           |
| 28473               | 2000 BF15  | 31 jan 2000 | Oizumi              | T. Kobayashi          | Brangane  | MPC                           |
| 28474 Bustamante    | 2000 BB30  | 30 jan 2000 | Socorro             | LINEAR                | —         | MPC                           |
| 28475 Garrett       | 2000 CU    | 1 fev 2000  | Catalina            | CSS                   | —         | MPC                           |
| 28476               | 2000 CK2   | 2 fev 2000  | Oizumi              | T. Kobayashi          | —         | MPC                           |
| 28477               | 2000 CB4   | 5 fev 2000  | Socorro             | LINEAR                | Eos       | MPC                           |
| 28478               | 2000 CR24  | 2 fev 2000  | Socorro             | LINEAR                | —         | MPC                           |
| 28479 Varlotta      | 2000 CF26  | 2 fev 2000  | Socorro             | LINEAR                | —         | MPC                           |
| 28480 Seojinyoung   | 2000 CL26  | 2 fev 2000  | Socorro             | LINEAR                | —         | MPC                           |
| 28481 Shindongju    | 2000 CO26  | 2 fev 2000  | Socorro             | LINEAR                | Mitidika  | MPC                           |
| 28482 Bauerle       | 2000 CK29  | 2 fev 2000  | Socorro             | LINEAR                | —         | MPC                           |
| 28483 Allenyuan     | 2000 CJ39  | 4 fev 2000  | Socorro             | LINEAR                | —         | MPC                           |
| 28484 Aishwarya     | 2000 CO43  | 2 fev 2000  | Socorro             | LINEAR                | —         | MPC                           |
| 28485 Dastidar      | 2000 CK49  | 2 fev 2000  | Socorro             | LINEAR                | —         | MPC                           |
| 28486               | 2000 CZ51  | 2 fev 2000  | Socorro             | LINEAR                | —         | MPC                           |
| 28487               | 2000 CB58  | 5 fev 2000  | Socorro             | LINEAR                | —         | MPC                           |
| 28488 Gautam        | 2000 CF58  | 5 fev 2000  | Socorro             | LINEAR                | —         | MPC                           |
| 28489               | 2000 CN58  | 5 fev 2000  | Socorro             | LINEAR                | —         | MPC                           |
| 28490               | 2000 CQ58  | 5 fev 2000  | Socorro             | LINEAR                | —         | MPC                           |
| 28491               | 2000 CC59  | 5 fev 2000  | Farpoint            | Farpoint Obs.         | —         | MPC                           |
| 28492 Marik         | 2000 CM59  | 1 fev 2000  | Piszkéstető         | JATE Asteroid Survey  | —         | MPC                           |
| 28493 Duncan-Lewis  | 2000 CC63  | 2 fev 2000  | Socorro             | LINEAR                | —         | MPC                           |
| 28494 Jasmine       | 2000 CW63  | 2 fev 2000  | Socorro             | LINEAR                | —         | MPC                           |
| 28495               | 2000 CA64  | 2 fev 2000  | Socorro             | LINEAR                | —         | MPC                           |
| 28496               | 2000 CR68  | 1 fev 2000  | Kitt Peak           | Spacewatch            | Ursula    | MPC                           |
| 28497               | 2000 CJ69  | 1 fev 2000  | Kitt Peak           | Spacewatch            | Chloris   | MPC                           |
| 28498               | 2000 CL70  | 7 fev 2000  | Socorro             | LINEAR                | —         | MPC                           |
| 28499               | 2000 CG75  | 4 fev 2000  | Socorro             | LINEAR                | —         | MPC                           |
| 28500               | 2000 CW76  | 10 fev 2000 | Višnjan Observatory | K. Korlević           | —         | MPC                           |

## 28501–28600
| Designação           | Designação | Descoberta  | Descoberta          | Descobridor(es)       | Categoria | Mais informações / Referência |
| Permanente           | Provisória | Data        | Local               | Descobridor(es)       | Categoria | Mais informações / Referência |
| -------------------- | ---------- | ----------- | ------------------- | --------------------- | --------- | ----------------------------- |
| 28501                | 2000 CO79  | 8 fev 2000  | Kitt Peak           | Spacewatch            | Mitidika  | MPC                           |
| 28502                | 2000 CV79  | 8 fev 2000  | Kitt Peak           | Spacewatch            | —         | MPC                           |
| 28503 Angelazhang    | 2000 CZ82  | 4 fev 2000  | Socorro             | LINEAR                | —         | MPC                           |
| 28504 Rebeccafaye    | 2000 CD83  | 4 fev 2000  | Socorro             | LINEAR                | —         | MPC                           |
| 28505 Sagarrambhia   | 2000 CP83  | 4 fev 2000  | Socorro             | LINEAR                | —         | MPC                           |
| 28506                | 2000 CR83  | 4 fev 2000  | Socorro             | LINEAR                | —         | MPC                           |
| 28507                | 2000 CD87  | 4 fev 2000  | Socorro             | LINEAR                | —         | MPC                           |
| 28508 Kishore        | 2000 CD89  | 4 fev 2000  | Socorro             | LINEAR                | —         | MPC                           |
| 28509 Feddersen      | 2000 CB92  | 6 fev 2000  | Socorro             | LINEAR                | —         | MPC                           |
| 28510                | 2000 CC95  | 8 fev 2000  | Socorro             | LINEAR                | —         | MPC                           |
| 28511 Marggraff      | 2000 CW102 | 2 fev 2000  | Socorro             | LINEAR                | —         | MPC                           |
| 28512 Tanyuan        | 2000 CG103 | 6 fev 2000  | Socorro             | LINEAR                | —         | MPC                           |
| 28513 Guo            | 2000 CM126 | 5 fev 2000  | Kitt Peak           | M. W. Buie            | —         | MPC                           |
| 28514                | 2000 DQ2   | 26 fev 2000 | Oaxaca              | J. M. Roe             | —         | MPC                           |
| 28515                | 2000 DK3   | 27 fev 2000 | Višnjan Observatory | K. Korlević, M. Jurić | —         | MPC                           |
| 28516 Möbius         | 2000 DQ3   | 27 fev 2000 | Prescott            | P. G. Comba           | —         | MPC                           |
| 28517                | 2000 DD7   | 29 fev 2000 | Oizumi              | T. Kobayashi          | —         | MPC                           |
| 28518                | 2000 DE7   | 29 fev 2000 | Oizumi              | T. Kobayashi          | —         | MPC                           |
| 28519 Sweetman       | 2000 DP15  | 26 fev 2000 | Catalina            | CSS                   | —         | MPC                           |
| 28520                | 2000 DH16  | 29 fev 2000 | Višnjan Observatory | K. Korlević           | —         | MPC                           |
| 28521 Mattmcintyre   | 2000 DK27  | 29 fev 2000 | Socorro             | LINEAR                | —         | MPC                           |
| 28522                | 2000 DP34  | 29 fev 2000 | Socorro             | LINEAR                | —         | MPC                           |
| 28523                | 2000 DH50  | 29 fev 2000 | Socorro             | LINEAR                | —         | MPC                           |
| 28524 Ebright        | 2000 DA52  | 29 fev 2000 | Socorro             | LINEAR                | —         | MPC                           |
| 28525 Andrewabboud   | 2000 DY57  | 29 fev 2000 | Socorro             | LINEAR                | —         | MPC                           |
| 28526                | 2000 DV65  | 29 fev 2000 | Socorro             | LINEAR                | —         | MPC                           |
| 28527 Kathleenrose   | 2000 DW68  | 29 fev 2000 | Socorro             | LINEAR                | —         | MPC                           |
| 28528                | 2000 DC70  | 29 fev 2000 | Socorro             | LINEAR                | —         | MPC                           |
| 28529                | 2000 DQ70  | 29 fev 2000 | Socorro             | LINEAR                | —         | MPC                           |
| 28530 Shiyimeng      | 2000 DR71  | 29 fev 2000 | Socorro             | LINEAR                | —         | MPC                           |
| 28531 Nikbogdanov    | 2000 DW71  | 29 fev 2000 | Socorro             | LINEAR                | —         | MPC                           |
| 28532                | 2000 DE78  | 29 fev 2000 | Socorro             | LINEAR                | —         | MPC                           |
| 28533 Iansohl        | 2000 DL78  | 29 fev 2000 | Socorro             | LINEAR                | —         | MPC                           |
| 28534 Taylorwilson   | 2000 DO82  | 28 fev 2000 | Socorro             | LINEAR                | —         | MPC                           |
| 28535 Sungjanet      | 2000 DE85  | 29 fev 2000 | Socorro             | LINEAR                | —         | MPC                           |
| 28536 Hunaiwen       | 2000 DX97  | 29 fev 2000 | Socorro             | LINEAR                | —         | MPC                           |
| 28537 Kirapowell     | 2000 DJ106 | 29 fev 2000 | Socorro             | LINEAR                | —         | MPC                           |
| 28538 Ruisong        | 2000 DY106 | 29 fev 2000 | Socorro             | LINEAR                | —         | MPC                           |
| 28539                | 2000 EO3   | 3 mar 2000  | Socorro             | LINEAR                | —         | MPC                           |
| 28540                | 2000 EC4   | 4 mar 2000  | Reedy Creek         | J. Broughton          | —         | MPC                           |
| 28541                | 2000 ED6   | 2 mar 2000  | Kitt Peak           | Spacewatch            | —         | MPC                           |
| 28542 Cespedes-Nano  | 2000 EE10  | 3 mar 2000  | Socorro             | LINEAR                | —         | MPC                           |
| 28543 Solis-Gozar    | 2000 EF17  | 3 mar 2000  | Socorro             | LINEAR                | —         | MPC                           |
| 28544                | 2000 EM19  | 5 mar 2000  | Socorro             | LINEAR                | —         | MPC                           |
| 28545                | 2000 ED20  | 7 mar 2000  | Višnjan Observatory | K. Korlević           | —         | MPC                           |
| 28546                | 2000 EE20  | 7 mar 2000  | Višnjan Observatory | K. Korlević           | —         | MPC                           |
| 28547 Johannschröter | 2000 EB21  | 3 mar 2000  | Catalina            | CSS                   | —         | MPC                           |
| 28548                | 2000 EY25  | 8 mar 2000  | Kitt Peak           | Spacewatch            | —         | MPC                           |
| 28549                | 2000 EZ25  | 8 mar 2000  | Kitt Peak           | Spacewatch            | —         | MPC                           |
| 28550                | 2000 EC26  | 8 mar 2000  | Kitt Peak           | Spacewatch            | —         | MPC                           |
| 28551 Paulomi        | 2000 EO36  | 8 mar 2000  | Socorro             | LINEAR                | —         | MPC                           |
| 28552                | 2000 EY38  | 8 mar 2000  | Socorro             | LINEAR                | —         | MPC                           |
| 28553 Bhupatiraju    | 2000 ED39  | 8 mar 2000  | Socorro             | LINEAR                | —         | MPC                           |
| 28554 Adambowman     | 2000 EB41  | 8 mar 2000  | Socorro             | LINEAR                | —         | MPC                           |
| 28555 Jenniferchan   | 2000 EM41  | 8 mar 2000  | Socorro             | LINEAR                | —         | MPC                           |
| 28556 Kevinchen      | 2000 EP41  | 8 mar 2000  | Socorro             | LINEAR                | —         | MPC                           |
| 28557 Lillianchin    | 2000 EY43  | 8 mar 2000  | Socorro             | LINEAR                | —         | MPC                           |
| 28558 Kathcordwell   | 2000 EV44  | 9 mar 2000  | Socorro             | LINEAR                | —         | MPC                           |
| 28559 Anniedai       | 2000 ET46  | 9 mar 2000  | Socorro             | LINEAR                | —         | MPC                           |
| 28560                | 2000 EO48  | 9 mar 2000  | Socorro             | LINEAR                | —         | MPC                           |
| 28561                | 2000 EP48  | 9 mar 2000  | Socorro             | LINEAR                | —         | MPC                           |
| 28562                | 2000 ET48  | 9 mar 2000  | Socorro             | LINEAR                | —         | MPC                           |
| 28563 Dantzler       | 2000 EF57  | 8 mar 2000  | Socorro             | LINEAR                | —         | MPC                           |
| 28564 Gunderman      | 2000 EV57  | 8 mar 2000  | Socorro             | LINEAR                | —         | MPC                           |
| 28565                | 2000 EO58  | 8 mar 2000  | Socorro             | LINEAR                | —         | MPC                           |
| 28566                | 2000 EV59  | 10 mar 2000 | Socorro             | LINEAR                | —         | MPC                           |
| 28567                | 2000 EA61  | 10 mar 2000 | Socorro             | LINEAR                | —         | MPC                           |
| 28568 Jacobjohnson   | 2000 EU64  | 10 mar 2000 | Socorro             | LINEAR                | —         | MPC                           |
| 28569 Kallenbach     | 2000 ES67  | 10 mar 2000 | Socorro             | LINEAR                | —         | MPC                           |
| 28570 Peterkraft     | 2000 EW75  | 5 mar 2000  | Socorro             | LINEAR                | —         | MPC                           |
| 28571 Hannahlarson   | 2000 EZ76  | 5 mar 2000  | Socorro             | LINEAR                | —         | MPC                           |
| 28572 Salebreton     | 2000 EH79  | 5 mar 2000  | Socorro             | LINEAR                | —         | MPC                           |
| 28573                | 2000 EG81  | 5 mar 2000  | Socorro             | LINEAR                | —         | MPC                           |
| 28574                | 2000 EV88  | 9 mar 2000  | Socorro             | LINEAR                | —         | MPC                           |
| 28575 McQuaid        | 2000 ES95  | 10 mar 2000 | Socorro             | LINEAR                | —         | MPC                           |
| 28576                | 2000 EP96  | 12 mar 2000 | Socorro             | LINEAR                | —         | MPC                           |
| 28577                | 2000 EW96  | 10 mar 2000 | Socorro             | LINEAR                | —         | MPC                           |
| 28578                | 2000 EE97  | 10 mar 2000 | Socorro             | LINEAR                | —         | MPC                           |
| 28579                | 2000 EQ97  | 10 mar 2000 | Socorro             | LINEAR                | —         | MPC                           |
| 28580                | 2000 EJ104 | 14 mar 2000 | Višnjan Observatory | K. Korlević           | —         | MPC                           |
| 28581                | 2000 ER105 | 11 mar 2000 | Anderson Mesa       | LONEOS                | —         | MPC                           |
| 28582                | 2000 EB106 | 11 mar 2000 | Anderson Mesa       | LONEOS                | —         | MPC                           |
| 28583 Mehrotra       | 2000 EJ108 | 8 mar 2000  | Socorro             | LINEAR                | —         | MPC                           |
| 28584                | 2000 ER110 | 8 mar 2000  | Haleakalā           | NEAT                  | —         | MPC                           |
| 28585                | 2000 EY110 | 8 mar 2000  | Haleakala           | NEAT                  | —         | MPC                           |
| 28586                | 2000 EB113 | 9 mar 2000  | Socorro             | LINEAR                | —         | MPC                           |
| 28587 Mundkur        | 2000 EG114 | 9 mar 2000  | Socorro             | LINEAR                | —         | MPC                           |
| 28588                | 2000 EL114 | 9 mar 2000  | Socorro             | LINEAR                | —         | MPC                           |
| 28589                | 2000 EL126 | 11 mar 2000 | Anderson Mesa       | LONEOS                | —         | MPC                           |
| 28590                | 2000 EX126 | 11 mar 2000 | Anderson Mesa       | LONEOS                | —         | MPC                           |
| 28591                | 2000 EC130 | 11 mar 2000 | Anderson Mesa       | LONEOS                | —         | MPC                           |
| 28592 O'Leary        | 2000 EP131 | 11 mar 2000 | Socorro             | LINEAR                | —         | MPC                           |
| 28593                | 2000 EZ133 | 11 mar 2000 | Anderson Mesa       | LONEOS                | Brangane  | MPC                           |
| 28594                | 2000 EF134 | 11 mar 2000 | Anderson Mesa       | LONEOS                | —         | MPC                           |
| 28595                | 2000 EP136 | 12 mar 2000 | Socorro             | LINEAR                | Brangane  | MPC                           |
| 28596                | 2000 EK137 | 7 mar 2000  | Socorro             | LINEAR                | —         | MPC                           |
| 28597                | 2000 ER137 | 9 mar 2000  | Socorro             | LINEAR                | —         | MPC                           |
| 28598 Apadmanabha    | 2000 EU137 | 9 mar 2000  | Socorro             | LINEAR                | —         | MPC                           |
| 28599 Terenzoni      | 2000 EQ138 | 11 mar 2000 | Catalina            | CSS                   | Phocaea   | MPC                           |
| 28600 Georgelucas    | 2000 EO141 | 2 mar 2000  | Catalina            | CSS                   | —         | MPC                           |

## 28601–28700
| Designação           | Designação | Descoberta  | Descoberta     | Descobridor(es) | Categoria | Mais informações / Referência |
| Permanente           | Provisória | Data        | Local          | Descobridor(es) | Categoria | Mais informações / Referência |
| -------------------- | ---------- | ----------- | -------------- | --------------- | --------- | ----------------------------- |
| 28601 Benton         | 2000 EK147 | 4 mar 2000  | Catalina       | CSS             | —         | MPC                           |
| 28602 Westfall       | 2000 EL147 | 4 mar 2000  | Catalina       | CSS             | —         | MPC                           |
| 28603 Jenkins        | 2000 EW148 | 4 mar 2000  | Catalina       | CSS             | —         | MPC                           |
| 28604                | 2000 EB151 | 5 mar 2000  | Haleakalā      | NEAT            | —         | MPC                           |
| 28605                | 2000 ER152 | 6 mar 2000  | Haleakala      | NEAT            | —         | MPC                           |
| 28606                | 2000 ES154 | 6 mar 2000  | Haleakala      | NEAT            | —         | MPC                           |
| 28607 Jiayipeng      | 2000 EG156 | 9 mar 2000  | Socorro        | LINEAR          | —         | MPC                           |
| 28608                | 2000 EU157 | 12 mar 2000 | Anderson Mesa  | LONEOS          | —         | MPC                           |
| 28609                | 2000 EL158 | 12 mar 2000 | Anderson Mesa  | LONEOS          | Pallas    | MPC                           |
| 28610                | 2000 EM158 | 12 mar 2000 | Anderson Mesa  | LONEOS          | —         | MPC                           |
| 28611 Liliapopova    | 2000 EW169 | 5 mar 2000  | Socorro        | LINEAR          | —         | MPC                           |
| 28612                | 2000 FE2   | 25 mar 2000 | Kitt Peak      | Spacewatch      | —         | MPC                           |
| 28613                | 2000 FG5   | 29 mar 2000 | Oizumi         | T. Kobayashi    | —         | MPC                           |
| 28614 Vejvoda        | 2000 FO8   | 25 mar 2000 | Kleť           | Kleť Obs.       | —         | MPC                           |
| 28615                | 2000 FS10  | 31 mar 2000 | Reedy Creek    | J. Broughton    | —         | MPC                           |
| 28616                | 2000 FD11  | 28 mar 2000 | Socorro        | LINEAR          | —         | MPC                           |
| 28617                | 2000 FB13  | 29 mar 2000 | Socorro        | LINEAR          | —         | MPC                           |
| 28618 Scibelli       | 2000 FK17  | 29 mar 2000 | Socorro        | LINEAR          | —         | MPC                           |
| 28619                | 2000 FP24  | 29 mar 2000 | Socorro        | LINEAR          | —         | MPC                           |
| 28620                | 2000 FE26  | 27 mar 2000 | Anderson Mesa  | LONEOS          | —         | MPC                           |
| 28621                | 2000 FZ28  | 27 mar 2000 | Anderson Mesa  | LONEOS          | —         | MPC                           |
| 28622                | 2000 FJ29  | 27 mar 2000 | Anderson Mesa  | LONEOS          | —         | MPC                           |
| 28623                | 2000 FX29  | 27 mar 2000 | Anderson Mesa  | LONEOS          | —         | MPC                           |
| 28624                | 2000 FM31  | 28 mar 2000 | Socorro        | LINEAR          | —         | MPC                           |
| 28625 Selvakumar     | 2000 FQ32  | 29 mar 2000 | Socorro        | LINEAR          | —         | MPC                           |
| 28626 Meghanshea     | 2000 FR32  | 29 mar 2000 | Socorro        | LINEAR          | —         | MPC                           |
| 28627                | 2000 FH33  | 29 mar 2000 | Socorro        | LINEAR          | —         | MPC                           |
| 28628 Kensenshi      | 2000 FF34  | 29 mar 2000 | Socorro        | LINEAR          | —         | MPC                           |
| 28629 Solimano       | 2000 FT34  | 29 mar 2000 | Socorro        | LINEAR          | —         | MPC                           |
| 28630 Mayuri         | 2000 FK35  | 29 mar 2000 | Socorro        | LINEAR          | —         | MPC                           |
| 28631 Jacktakahashi  | 2000 FX36  | 29 mar 2000 | Socorro        | LINEAR          | —         | MPC                           |
| 28632 Christraver    | 2000 FF37  | 29 mar 2000 | Socorro        | LINEAR          | —         | MPC                           |
| 28633 Ratripathi     | 2000 FK37  | 29 mar 2000 | Socorro        | LINEAR          | —         | MPC                           |
| 28634                | 2000 FR39  | 29 mar 2000 | Socorro        | LINEAR          | —         | MPC                           |
| 28635                | 2000 FV42  | 28 mar 2000 | Socorro        | LINEAR          | —         | MPC                           |
| 28636 Vasudevan      | 2000 FK45  | 29 mar 2000 | Socorro        | LINEAR          | —         | MPC                           |
| 28637                | 2000 FB48  | 29 mar 2000 | Socorro        | LINEAR          | —         | MPC                           |
| 28638 Joywang        | 2000 FE49  | 30 mar 2000 | Socorro        | LINEAR          | —         | MPC                           |
| 28639                | 2000 FK49  | 30 mar 2000 | Socorro        | LINEAR          | Brangane  | MPC                           |
| 28640 Cathywong      | 2000 FQ49  | 30 mar 2000 | Socorro        | LINEAR          | —         | MPC                           |
| 28641                | 2000 FS49  | 30 mar 2000 | Socorro        | LINEAR          | —         | MPC                           |
| 28642 Zbarsky        | 2000 FZ49  | 30 mar 2000 | Socorro        | LINEAR          | —         | MPC                           |
| 28643 Kellyzhang     | 2000 FB50  | 30 mar 2000 | Socorro        | LINEAR          | —         | MPC                           |
| 28644 Michaelzhang   | 2000 FD56  | 29 mar 2000 | Socorro        | LINEAR          | —         | MPC                           |
| 28645                | 2000 FP56  | 29 mar 2000 | Socorro        | LINEAR          | —         | MPC                           |
| 28646                | 2000 FO62  | 26 mar 2000 | Anderson Mesa  | LONEOS          | —         | MPC                           |
| 28647                | 2000 GW    | 2 abr 2000  | Kitt Peak      | Spacewatch      | —         | MPC                           |
| 28648                | 2000 GY    | 2 abr 2000  | Kitt Peak      | Spacewatch      | —         | MPC                           |
| 28649                | 2000 GZ1   | 4 abr 2000  | Fountain Hills | C. W. Juels     | —         | MPC                           |
| 28650                | 2000 GE8   | 5 abr 2000  | Socorro        | LINEAR          | Brangane  | MPC                           |
| 28651                | 2000 GP8   | 5 abr 2000  | Socorro        | LINEAR          | —         | MPC                           |
| 28652 Andybramante   | 2000 GM15  | 5 abr 2000  | Socorro        | LINEAR          | —         | MPC                           |
| 28653 Charliebrucker | 2000 GC16  | 5 abr 2000  | Socorro        | LINEAR          | —         | MPC                           |
| 28654 Davidcaine     | 2000 GY20  | 5 abr 2000  | Socorro        | LINEAR          | —         | MPC                           |
| 28655 Erincolfax     | 2000 GY25  | 5 abr 2000  | Socorro        | LINEAR          | —         | MPC                           |
| 28656 Doreencurtin   | 2000 GH28  | 5 abr 2000  | Socorro        | LINEAR          | —         | MPC                           |
| 28657 Briandempsey   | 2000 GM28  | 5 abr 2000  | Socorro        | LINEAR          | —         | MPC                           |
| 28658                | 2000 GC30  | 5 abr 2000  | Socorro        | LINEAR          | —         | MPC                           |
| 28659                | 2000 GB36  | 5 abr 2000  | Socorro        | LINEAR          | —         | MPC                           |
| 28660 Derbes         | 2000 GP38  | 5 abr 2000  | Socorro        | LINEAR          | —         | MPC                           |
| 28661 Jimdickens     | 2000 GE39  | 5 abr 2000  | Socorro        | LINEAR          | —         | MPC                           |
| 28662 Ericduran      | 2000 GL39  | 5 abr 2000  | Socorro        | LINEAR          | —         | MPC                           |
| 28663                | 2000 GH43  | 5 abr 2000  | Socorro        | LINEAR          | —         | MPC                           |
| 28664 Maryellenfay   | 2000 GV48  | 5 abr 2000  | Socorro        | LINEAR          | —         | MPC                           |
| 28665 Theresafultz   | 2000 GN51  | 5 abr 2000  | Socorro        | LINEAR          | —         | MPC                           |
| 28666 Trudygessler   | 2000 GO51  | 5 abr 2000  | Socorro        | LINEAR          | —         | MPC                           |
| 28667 Whithagins     | 2000 GW53  | 5 abr 2000  | Socorro        | LINEAR          | —         | MPC                           |
| 28668                | 2000 GF54  | 5 abr 2000  | Socorro        | LINEAR          | —         | MPC                           |
| 28669 Bradhelsel     | 2000 GG55  | 5 abr 2000  | Socorro        | LINEAR          | —         | MPC                           |
| 28670                | 2000 GO55  | 5 abr 2000  | Socorro        | LINEAR          | —         | MPC                           |
| 28671                | 2000 GW55  | 5 abr 2000  | Socorro        | LINEAR          | —         | MPC                           |
| 28672 Karolhiggins   | 2000 GH56  | 5 abr 2000  | Socorro        | LINEAR          | —         | MPC                           |
| 28673 Valholmes      | 2000 GT56  | 5 abr 2000  | Socorro        | LINEAR          | —         | MPC                           |
| 28674                | 2000 GZ59  | 5 abr 2000  | Socorro        | LINEAR          | —         | MPC                           |
| 28675 Suejohnston    | 2000 GB60  | 5 abr 2000  | Socorro        | LINEAR          | —         | MPC                           |
| 28676 Bethkoester    | 2000 GK66  | 5 abr 2000  | Socorro        | LINEAR          | —         | MPC                           |
| 28677 Laurakowalski  | 2000 GO66  | 5 abr 2000  | Socorro        | LINEAR          | —         | MPC                           |
| 28678 Lindquester    | 2000 GN67  | 5 abr 2000  | Socorro        | LINEAR          | —         | MPC                           |
| 28679                | 2000 GY68  | 5 abr 2000  | Socorro        | LINEAR          | —         | MPC                           |
| 28680 Sandralitvin   | 2000 GA69  | 5 abr 2000  | Socorro        | LINEAR          | —         | MPC                           |
| 28681 Loseke         | 2000 GH70  | 5 abr 2000  | Socorro        | LINEAR          | —         | MPC                           |
| 28682 Newhams        | 2000 GQ70  | 5 abr 2000  | Socorro        | LINEAR          | —         | MPC                           |
| 28683 Victorostrik   | 2000 GV70  | 5 abr 2000  | Socorro        | LINEAR          | —         | MPC                           |
| 28684                | 2000 GK72  | 5 abr 2000  | Socorro        | LINEAR          | —         | MPC                           |
| 28685                | 2000 GU72  | 5 abr 2000  | Socorro        | LINEAR          | —         | MPC                           |
| 28686 Tamsenprofit   | 2000 GK74  | 5 abr 2000  | Socorro        | LINEAR          | —         | MPC                           |
| 28687 Reginareals    | 2000 GP74  | 5 abr 2000  | Socorro        | LINEAR          | —         | MPC                           |
| 28688 Diannerister   | 2000 GQ74  | 5 abr 2000  | Socorro        | LINEAR          | —         | MPC                           |
| 28689 Rohrback       | 2000 GA75  | 5 abr 2000  | Socorro        | LINEAR          | —         | MPC                           |
| 28690 Beshellem      | 2000 GT75  | 5 abr 2000  | Socorro        | LINEAR          | Mitidika  | MPC                           |
| 28691                | 2000 GC76  | 5 abr 2000  | Socorro        | LINEAR          | —         | MPC                           |
| 28692 Chanleysmall   | 2000 GA78  | 5 abr 2000  | Socorro        | LINEAR          | —         | MPC                           |
| 28693                | 2000 GS79  | 5 abr 2000  | Socorro        | LINEAR          | —         | MPC                           |
| 28694                | 2000 GJ85  | 3 abr 2000  | Socorro        | LINEAR          | —         | MPC                           |
| 28695 Zwanzig        | 2000 GP86  | 4 abr 2000  | Socorro        | LINEAR          | —         | MPC                           |
| 28696                | 2000 GU87  | 4 abr 2000  | Socorro        | LINEAR          | —         | MPC                           |
| 28697 Eitanacks      | 2000 GZ88  | 4 abr 2000  | Socorro        | LINEAR          | —         | MPC                           |
| 28698 Aakshi         | 2000 GF89  | 4 abr 2000  | Socorro        | LINEAR          | —         | MPC                           |
| 28699                | 2000 GN89  | 4 abr 2000  | Socorro        | LINEAR          | —         | MPC                           |
| 28700 Balachandar    | 2000 GB90  | 4 abr 2000  | Socorro        | LINEAR          | —         | MPC                           |

## 28701–28800
| Designação           | Designação | Descoberta  | Descoberta          | Descobridor(es)     | Categoria | Mais informações / Referência |
| Permanente           | Provisória | Data        | Local               | Descobridor(es)     | Categoria | Mais informações / Referência |
| -------------------- | ---------- | ----------- | ------------------- | ------------------- | --------- | ----------------------------- |
| 28701                | 2000 GK90  | 4 abr 2000  | Socorro             | LINEAR              | —         | MPC                           |
| 28702                | 2000 GH91  | 4 abr 2000  | Socorro             | LINEAR              | —         | MPC                           |
| 28703                | 2000 GM91  | 4 abr 2000  | Socorro             | LINEAR              | —         | MPC                           |
| 28704                | 2000 GU91  | 4 abr 2000  | Socorro             | LINEAR              | Pallas    | MPC                           |
| 28705 Michaelbecker  | 2000 GW91  | 4 abr 2000  | Socorro             | LINEAR              | —         | MPC                           |
| 28706                | 2000 GC93  | 5 abr 2000  | Socorro             | LINEAR              | —         | MPC                           |
| 28707 Drewbecker     | 2000 GZ94  | 6 abr 2000  | Socorro             | LINEAR              | —         | MPC                           |
| 28708                | 2000 GR95  | 6 abr 2000  | Socorro             | LINEAR              | —         | MPC                           |
| 28709                | 2000 GY96  | 6 abr 2000  | Socorro             | LINEAR              | —         | MPC                           |
| 28710 Rebeccab       | 2000 GY100 | 7 abr 2000  | Socorro             | LINEAR              | —         | MPC                           |
| 28711 Emmaburnett    | 2000 GE101 | 7 abr 2000  | Socorro             | LINEAR              | —         | MPC                           |
| 28712 Elizabethcorn  | 2000 GT102 | 7 abr 2000  | Socorro             | LINEAR              | —         | MPC                           |
| 28713                | 2000 GW102 | 7 abr 2000  | Socorro             | LINEAR              | —         | MPC                           |
| 28714 Gandall        | 2000 GY102 | 7 abr 2000  | Socorro             | LINEAR              | —         | MPC                           |
| 28715 Garimella      | 2000 GW103 | 7 abr 2000  | Socorro             | LINEAR              | —         | MPC                           |
| 28716 Calebgonser    | 2000 GP104 | 7 abr 2000  | Socorro             | LINEAR              | —         | MPC                           |
| 28717                | 2000 GT106 | 7 abr 2000  | Socorro             | LINEAR              | —         | MPC                           |
| 28718 Rivergrace     | 2000 GH107 | 7 abr 2000  | Socorro             | LINEAR              | —         | MPC                           |
| 28719 Sahoolahan     | 2000 GN107 | 7 abr 2000  | Socorro             | LINEAR              | Mitidika  | MPC                           |
| 28720 Krystalrose    | 2000 GV107 | 7 abr 2000  | Socorro             | LINEAR              | —         | MPC                           |
| 28721                | 2000 GW107 | 7 abr 2000  | Socorro             | LINEAR              | —         | MPC                           |
| 28722 Dhruviyer      | 2000 GN108 | 7 abr 2000  | Socorro             | LINEAR              | —         | MPC                           |
| 28723 Cameronjones   | 2000 GX108 | 7 abr 2000  | Socorro             | LINEAR              | —         | MPC                           |
| 28724                | 2000 GG111 | 2 abr 2000  | Anderson Mesa       | LONEOS              | —         | MPC                           |
| 28725                | 2000 GB113 | 5 abr 2000  | Socorro             | LINEAR              | —         | MPC                           |
| 28726 Kailey-Steiner | 2000 GM113 | 6 abr 2000  | Socorro             | LINEAR              | —         | MPC                           |
| 28727                | 2000 GO113 | 6 abr 2000  | Socorro             | LINEAR              | —         | MPC                           |
| 28728                | 2000 GX121 | 6 abr 2000  | Kitt Peak           | Spacewatch          | —         | MPC                           |
| 28729 Moivre         | 2000 GF123 | 11 abr 2000 | Prescott            | P. G. Comba         | —         | MPC                           |
| 28730                | 2000 GU123 | 7 abr 2000  | Socorro             | LINEAR              | —         | MPC                           |
| 28731                | 2000 GX123 | 7 abr 2000  | Socorro             | LINEAR              | Phocaea   | MPC                           |
| 28732 Rheakamat      | 2000 GF124 | 7 abr 2000  | Socorro             | LINEAR              | —         | MPC                           |
| 28733                | 2000 GY124 | 7 abr 2000  | Socorro             | LINEAR              | —         | MPC                           |
| 28734 Austinmccoy    | 2000 GK125 | 7 abr 2000  | Socorro             | LINEAR              | —         | MPC                           |
| 28735                | 2000 GX125 | 7 abr 2000  | Socorro             | LINEAR              | —         | MPC                           |
| 28736                | 2000 GE133 | 12 abr 2000 | Haleakalā           | NEAT                | —         | MPC                           |
| 28737 Mohindra       | 2000 GR133 | 7 abr 2000  | Socorro             | LINEAR              | —         | MPC                           |
| 28738 Carolinolan    | 2000 GQ135 | 8 abr 2000  | Socorro             | LINEAR              | —         | MPC                           |
| 28739 Julisauer      | 2000 GW135 | 8 abr 2000  | Socorro             | LINEAR              | —         | MPC                           |
| 28740 Nathansperry   | 2000 GZ135 | 12 abr 2000 | Socorro             | LINEAR              | —         | MPC                           |
| 28741                | 2000 GJ136 | 12 abr 2000 | Socorro             | LINEAR              | —         | MPC                           |
| 28742 Hannahsteele   | 2000 GA137 | 12 abr 2000 | Socorro             | LINEAR              | —         | MPC                           |
| 28743                | 2000 GO142 | 7 abr 2000  | Anderson Mesa       | LONEOS              | —         | MPC                           |
| 28744                | 2000 GK143 | 7 abr 2000  | Anderson Mesa       | LONEOS              | —         | MPC                           |
| 28745                | 2000 GV144 | 7 abr 2000  | Kitt Peak           | Spacewatch          | —         | MPC                           |
| 28746                | 2000 GB148 | 5 abr 2000  | Socorro             | LINEAR              | —         | MPC                           |
| 28747 Swintosky      | 2000 GF151 | 5 abr 2000  | Socorro             | LINEAR              | —         | MPC                           |
| 28748                | 2000 GH161 | 7 abr 2000  | Socorro             | LINEAR              | —         | MPC                           |
| 28749                | 2000 GP161 | 7 abr 2000  | Socorro             | LINEAR              | —         | MPC                           |
| 28750 Brennawallin   | 2000 GN165 | 5 abr 2000  | Socorro             | LINEAR              | —         | MPC                           |
| 28751                | 2000 GT167 | 4 abr 2000  | Anderson Mesa       | LONEOS              | —         | MPC                           |
| 28752                | 2000 GZ176 | 3 abr 2000  | Kitt Peak           | Spacewatch          | —         | MPC                           |
| 28753                | 2000 HA    | 18 abr 2000 | Modra               | L. Kornoš, A. Galád | —         | MPC                           |
| 28754                | 2000 HV1   | 25 abr 2000 | Višnjan Observatory | K. Korlević         | —         | MPC                           |
| 28755                | 2000 HK4   | 27 abr 2000 | Kitt Peak           | Spacewatch          | —         | MPC                           |
| 28756                | 2000 HA6   | 24 abr 2000 | Kitt Peak           | Spacewatch          | —         | MPC                           |
| 28757 Seanweber      | 2000 HQ9   | 27 abr 2000 | Socorro             | LINEAR              | —         | MPC                           |
| 28758                | 2000 HE10  | 27 abr 2000 | Socorro             | LINEAR              | —         | MPC                           |
| 28759 Joshwentzel    | 2000 HD11  | 27 abr 2000 | Socorro             | LINEAR              | —         | MPC                           |
| 28760 Grantwomble    | 2000 HN12  | 28 abr 2000 | Socorro             | LINEAR              | —         | MPC                           |
| 28761                | 2000 HU12  | 28 abr 2000 | Socorro             | LINEAR              | —         | MPC                           |
| 28762                | 2000 HG13  | 28 abr 2000 | Socorro             | LINEAR              | —         | MPC                           |
| 28763                | 2000 HK13  | 28 abr 2000 | Socorro             | LINEAR              | —         | MPC                           |
| 28764                | 2000 HS13  | 28 abr 2000 | Socorro             | LINEAR              | —         | MPC                           |
| 28765 Katherinewu    | 2000 HY13  | 28 abr 2000 | Socorro             | LINEAR              | —         | MPC                           |
| 28766 Monge          | 2000 HP14  | 29 abr 2000 | Prescott            | P. G. Comba         | —         | MPC                           |
| 28767                | 2000 HA17  | 24 abr 2000 | Kitt Peak           | Spacewatch          | Mitidika  | MPC                           |
| 28768                | 2000 HP21  | 28 abr 2000 | Socorro             | LINEAR              | —         | MPC                           |
| 28769                | 2000 HC26  | 24 abr 2000 | Anderson Mesa       | LONEOS              | —         | MPC                           |
| 28770 Sarahrines     | 2000 HC27  | 27 abr 2000 | Socorro             | LINEAR              | —         | MPC                           |
| 28771                | 2000 HF32  | 29 abr 2000 | Socorro             | LINEAR              | —         | MPC                           |
| 28772                | 2000 HE34  | 25 abr 2000 | Anderson Mesa       | LONEOS              | —         | MPC                           |
| 28773                | 2000 HU35  | 28 abr 2000 | Socorro             | LINEAR              | Brangane  | MPC                           |
| 28774                | 2000 HO36  | 28 abr 2000 | Socorro             | LINEAR              | Phocaea   | MPC                           |
| 28775                | 2000 HE37  | 28 abr 2000 | Socorro             | LINEAR              | —         | MPC                           |
| 28776                | 2000 HC41  | 28 abr 2000 | Socorro             | LINEAR              | —         | MPC                           |
| 28777                | 2000 HK41  | 28 abr 2000 | Socorro             | LINEAR              | —         | MPC                           |
| 28778 Michdelucia    | 2000 HG46  | 29 abr 2000 | Socorro             | LINEAR              | —         | MPC                           |
| 28779 Acthieke       | 2000 HV46  | 29 abr 2000 | Socorro             | LINEAR              | —         | MPC                           |
| 28780 Lisadeaver     | 2000 HD47  | 29 abr 2000 | Socorro             | LINEAR              | —         | MPC                           |
| 28781 Timothylohr    | 2000 HS48  | 29 abr 2000 | Socorro             | LINEAR              | —         | MPC                           |
| 28782 Mechling       | 2000 HE49  | 29 abr 2000 | Socorro             | LINEAR              | —         | MPC                           |
| 28783                | 2000 HH49  | 29 abr 2000 | Socorro             | LINEAR              | —         | MPC                           |
| 28784 Deringer       | 2000 HT51  | 29 abr 2000 | Socorro             | LINEAR              | —         | MPC                           |
| 28785 Woodjohn       | 2000 HN52  | 29 abr 2000 | Socorro             | LINEAR              | —         | MPC                           |
| 28786                | 2000 HA54  | 29 abr 2000 | Socorro             | LINEAR              | —         | MPC                           |
| 28787 Peterpinko     | 2000 HR54  | 29 abr 2000 | Socorro             | LINEAR              | —         | MPC                           |
| 28788                | 2000 HW57  | 24 abr 2000 | Anderson Mesa       | LONEOS              | —         | MPC                           |
| 28789                | 2000 HE58  | 24 abr 2000 | Kitt Peak           | Spacewatch          | —         | MPC                           |
| 28790                | 2000 HK58  | 24 abr 2000 | Kitt Peak           | Spacewatch          | —         | MPC                           |
| 28791                | 2000 HW59  | 25 abr 2000 | Anderson Mesa       | LONEOS              | —         | MPC                           |
| 28792                | 2000 HE61  | 25 abr 2000 | Anderson Mesa       | LONEOS              | —         | MPC                           |
| 28793                | 2000 HM61  | 25 abr 2000 | Anderson Mesa       | LONEOS              | —         | MPC                           |
| 28794                | 2000 HG64  | 26 abr 2000 | Anderson Mesa       | LONEOS              | —         | MPC                           |
| 28795                | 2000 HO64  | 26 abr 2000 | Anderson Mesa       | LONEOS              | —         | MPC                           |
| 28796                | 2000 HW65  | 26 abr 2000 | Anderson Mesa       | LONEOS              | —         | MPC                           |
| 28797                | 2000 HH68  | 27 abr 2000 | Socorro             | LINEAR              | Brangane  | MPC                           |
| 28798                | 2000 HJ69  | 25 abr 2000 | Anderson Mesa       | LONEOS              | —         | MPC                           |
| 28799                | 2000 HB72  | 25 abr 2000 | Anderson Mesa       | LONEOS              | —         | MPC                           |
| 28800 Speth          | 2000 HV75  | 27 abr 2000 | Socorro             | LINEAR              | —         | MPC                           |

## 28801–28900
| Designação          | Designação | Descoberta  | Descoberta    | Descobridor(es) | Categoria | Mais informações / Referência |
| Permanente          | Provisória | Data        | Local         | Descobridor(es) | Categoria | Mais informações / Referência |
| ------------------- | ---------- | ----------- | ------------- | --------------- | --------- | ----------------------------- |
| 28801 Maryanderson  | 2000 HJ76  | 27 abr 2000 | Socorro       | LINEAR          | —         | MPC                           |
| 28802 Boborino      | 2000 HX77  | 28 abr 2000 | Socorro       | LINEAR          | —         | MPC                           |
| 28803 Roe           | 2000 HR79  | 28 abr 2000 | Anderson Mesa | LONEOS          | —         | MPC                           |
| 28804               | 2000 HC81  | 28 abr 2000 | Socorro       | LINEAR          | —         | MPC                           |
| 28805               | 2000 HY85  | 30 abr 2000 | Anderson Mesa | LONEOS          | —         | MPC                           |
| 28806               | 2000 HH87  | 30 abr 2000 | Haleakalā     | NEAT            | Phocaea   | MPC                           |
| 28807 Lisawaller    | 2000 HC90  | 29 abr 2000 | Socorro       | LINEAR          | —         | MPC                           |
| 28808 Ananthnarayan | 2000 HO96  | 28 abr 2000 | Socorro       | LINEAR          | —         | MPC                           |
| 28809               | 2000 HY102 | 27 abr 2000 | Anderson Mesa | LONEOS          | —         | MPC                           |
| 28810 Suchandler    | 2000 JS5   | 1 mai 2000  | Socorro       | LINEAR          | —         | MPC                           |
| 28811               | 2000 JX9   | 4 mai 2000  | Socorro       | LINEAR          | —         | MPC                           |
| 28812               | 2000 JS11  | 3 mai 2000  | Socorro       | LINEAR          | —         | MPC                           |
| 28813 Jeffreykurtz  | 2000 JV14  | 6 mai 2000  | Socorro       | LINEAR          | —         | MPC                           |
| 28814               | 2000 JA17  | 5 mai 2000  | Socorro       | LINEAR          | —         | MPC                           |
| 28815               | 2000 JS17  | 6 mai 2000  | Socorro       | LINEAR          | —         | MPC                           |
| 28816 Kimneville    | 2000 JC18  | 6 mai 2000  | Socorro       | LINEAR          | —         | MPC                           |
| 28817 Simoneflood   | 2000 JJ20  | 6 mai 2000  | Socorro       | LINEAR          | —         | MPC                           |
| 28818 Kellyryan     | 2000 JQ20  | 6 mai 2000  | Socorro       | LINEAR          | —         | MPC                           |
| 28819 Karinritchey  | 2000 JX20  | 6 mai 2000  | Socorro       | LINEAR          | —         | MPC                           |
| 28820 Sylrobertson  | 2000 JJ24  | 7 mai 2000  | Socorro       | LINEAR          | —         | MPC                           |
| 28821 Harryanselmo  | 2000 JV24  | 7 mai 2000  | Socorro       | LINEAR          | —         | MPC                           |
| 28822 Angelabarker  | 2000 JW25  | 7 mai 2000  | Socorro       | LINEAR          | —         | MPC                           |
| 28823 Archibald     | 2000 JM26  | 7 mai 2000  | Socorro       | LINEAR          | —         | MPC                           |
| 28824 Marlablair    | 2000 JY26  | 7 mai 2000  | Socorro       | LINEAR          | Ursula    | MPC                           |
| 28825 Bryangoehring | 2000 JG28  | 7 mai 2000  | Socorro       | LINEAR          | —         | MPC                           |
| 28826               | 2000 JQ28  | 7 mai 2000  | Socorro       | LINEAR          | —         | MPC                           |
| 28827               | 2000 JK29  | 7 mai 2000  | Socorro       | LINEAR          | —         | MPC                           |
| 28828 Aalamiharandi | 2000 JT29  | 7 mai 2000  | Socorro       | LINEAR          | —         | MPC                           |
| 28829 Abelsky       | 2000 JO30  | 7 mai 2000  | Socorro       | LINEAR          | —         | MPC                           |
| 28830               | 2000 JY30  | 7 mai 2000  | Socorro       | LINEAR          | —         | MPC                           |
| 28831 Abu-Alshaikh  | 2000 JL32  | 7 mai 2000  | Socorro       | LINEAR          | —         | MPC                           |
| 28832 Akana         | 2000 JW32  | 7 mai 2000  | Socorro       | LINEAR          | —         | MPC                           |
| 28833 Arunachalam   | 2000 JB35  | 7 mai 2000  | Socorro       | LINEAR          | —         | MPC                           |
| 28834               | 2000 JD37  | 7 mai 2000  | Socorro       | LINEAR          | —         | MPC                           |
| 28835               | 2000 JX37  | 7 mai 2000  | Socorro       | LINEAR          | —         | MPC                           |
| 28836 Ashmore       | 2000 JH38  | 7 mai 2000  | Socorro       | LINEAR          | —         | MPC                           |
| 28837 Nibalachandar | 2000 JN38  | 7 mai 2000  | Socorro       | LINEAR          | —         | MPC                           |
| 28838               | 2000 JA41  | 6 mai 2000  | Socorro       | LINEAR          | —         | MPC                           |
| 28839               | 2000 JG41  | 6 mai 2000  | Socorro       | LINEAR          | —         | MPC                           |
| 28840               | 2000 JB44  | 7 mai 2000  | Socorro       | LINEAR          | —         | MPC                           |
| 28841 Kelseybarter  | 2000 JK45  | 7 mai 2000  | Socorro       | LINEAR          | —         | MPC                           |
| 28842 Bhowmik       | 2000 JO45  | 7 mai 2000  | Socorro       | LINEAR          | —         | MPC                           |
| 28843               | 2000 JZ45  | 7 mai 2000  | Socorro       | LINEAR          | —         | MPC                           |
| 28844               | 2000 JS47  | 9 mai 2000  | Socorro       | LINEAR          | —         | MPC                           |
| 28845               | 2000 JP49  | 9 mai 2000  | Socorro       | LINEAR          | —         | MPC                           |
| 28846               | 2000 JQ50  | 9 mai 2000  | Socorro       | LINEAR          | —         | MPC                           |
| 28847               | 2000 JT50  | 9 mai 2000  | Socorro       | LINEAR          | —         | MPC                           |
| 28848 Nicolemarie   | 2000 JH53  | 9 mai 2000  | Socorro       | LINEAR          | —         | MPC                           |
| 28849               | 2000 JC54  | 6 mai 2000  | Socorro       | LINEAR          | Phocaea   | MPC                           |
| 28850               | 2000 JS54  | 6 mai 2000  | Socorro       | LINEAR          | —         | MPC                           |
| 28851 Londonbolsius | 2000 JE55  | 6 mai 2000  | Socorro       | LINEAR          | —         | MPC                           |
| 28852 Westonbraun   | 2000 JH55  | 6 mai 2000  | Socorro       | LINEAR          | —         | MPC                           |
| 28853 Bukhamsin     | 2000 JX55  | 6 mai 2000  | Socorro       | LINEAR          | —         | MPC                           |
| 28854 Budisteanu    | 2000 JP56  | 6 mai 2000  | Socorro       | LINEAR          | —         | MPC                           |
| 28855 Burchell      | 2000 JN57  | 6 mai 2000  | Socorro       | LINEAR          | —         | MPC                           |
| 28856               | 2000 JZ58  | 6 mai 2000  | Socorro       | LINEAR          | —         | MPC                           |
| 28857               | 2000 JE59  | 7 mai 2000  | Socorro       | LINEAR          | —         | MPC                           |
| 28858               | 2000 JK59  | 7 mai 2000  | Socorro       | LINEAR          | —         | MPC                           |
| 28859               | 2000 JC60  | 7 mai 2000  | Socorro       | LINEAR          | —         | MPC                           |
| 28860 Cappelletto   | 2000 JQ60  | 7 mai 2000  | Socorro       | LINEAR          | —         | MPC                           |
| 28861               | 2000 JF62  | 7 mai 2000  | Socorro       | LINEAR          | —         | MPC                           |
| 28862               | 2000 JF65  | 5 mai 2000  | Socorro       | LINEAR          | —         | MPC                           |
| 28863               | 2000 JW65  | 6 mai 2000  | Socorro       | LINEAR          | —         | MPC                           |
| 28864               | 2000 JG70  | 1 mai 2000  | Anderson Mesa | LONEOS          | —         | MPC                           |
| 28865               | 2000 JX74  | 4 mai 2000  | Kitt Peak     | Spacewatch      | —         | MPC                           |
| 28866 Chakraborty   | 2000 JX75  | 6 mai 2000  | Socorro       | LINEAR          | —         | MPC                           |
| 28867               | 2000 JU76  | 7 mai 2000  | Socorro       | LINEAR          | —         | MPC                           |
| 28868 Rianchandra   | 2000 JN77  | 7 mai 2000  | Socorro       | LINEAR          | —         | MPC                           |
| 28869 Chaubal       | 2000 JA84  | 5 mai 2000  | Socorro       | LINEAR          | —         | MPC                           |
| 28870               | 2000 JO85  | 2 mai 2000  | Socorro       | LINEAR          | —         | MPC                           |
| 28871               | 2000 KA6   | 27 mai 2000 | Socorro       | LINEAR          | —         | MPC                           |
| 28872               | 2000 KF6   | 27 mai 2000 | Socorro       | LINEAR          | —         | MPC                           |
| 28873               | 2000 KM7   | 27 mai 2000 | Socorro       | LINEAR          | —         | MPC                           |
| 28874 Michaelchen   | 2000 KC15  | 28 mai 2000 | Socorro       | LINEAR          | —         | MPC                           |
| 28875               | 2000 KH18  | 28 mai 2000 | Socorro       | LINEAR          | Ursula    | MPC                           |
| 28876               | 2000 KL31  | 28 mai 2000 | Socorro       | LINEAR          | —         | MPC                           |
| 28877               | 2000 KC41  | 28 mai 2000 | Socorro       | LINEAR          | —         | MPC                           |
| 28878 Segner        | 2000 KL41  | 26 mai 2000 | Ondřejov      | P. Kušnirák     | —         | MPC                           |
| 28879               | 2000 KK42  | 28 mai 2000 | Socorro       | LINEAR          | —         | MPC                           |
| 28880               | 2000 KN46  | 27 mai 2000 | Socorro       | LINEAR          | Brangane  | MPC                           |
| 28881               | 2000 KG48  | 27 mai 2000 | Socorro       | LINEAR          | —         | MPC                           |
| 28882               | 2000 KO48  | 27 mai 2000 | Socorro       | LINEAR          | —         | MPC                           |
| 28883               | 2000 KS52  | 24 mai 2000 | Anderson Mesa | LONEOS          | —         | MPC                           |
| 28884               | 2000 KA54  | 27 mai 2000 | Anderson Mesa | LONEOS          | —         | MPC                           |
| 28885               | 2000 KH56  | 27 mai 2000 | Socorro       | LINEAR          | —         | MPC                           |
| 28886               | 2000 KX57  | 24 mai 2000 | Anderson Mesa | LONEOS          | —         | MPC                           |
| 28887               | 2000 KQ58  | 24 mai 2000 | Anderson Mesa | LONEOS          | —         | MPC                           |
| 28888               | 2000 KS60  | 25 mai 2000 | Anderson Mesa | LONEOS          | —         | MPC                           |
| 28889               | 2000 KQ63  | 26 mai 2000 | Anderson Mesa | LONEOS          | Brangane  | MPC                           |
| 28890               | 2000 KY65  | 27 mai 2000 | Anderson Mesa | LONEOS          | —         | MPC                           |
| 28891               | 2000 KK75  | 27 mai 2000 | Socorro       | LINEAR          | —         | MPC                           |
| 28892               | 2000 LZ2   | 4 jun 2000  | Socorro       | LINEAR          | —         | MPC                           |
| 28893               | 2000 LL7   | 6 jun 2000  | Kitt Peak     | Spacewatch      | —         | MPC                           |
| 28894 Ryanchung     | 2000 LT8   | 5 jun 2000  | Socorro       | LINEAR          | —         | MPC                           |
| 28895               | 2000 LS9   | 6 jun 2000  | Socorro       | LINEAR          | —         | MPC                           |
| 28896               | 2000 LN10  | 1 jun 2000  | Socorro       | LINEAR          | —         | MPC                           |
| 28897               | 2000 LP10  | 1 jun 2000  | Socorro       | LINEAR          | Phocaea   | MPC                           |
| 28898               | 2000 LX10  | 4 jun 2000  | Socorro       | LINEAR          | —         | MPC                           |
| 28899               | 2000 LV11  | 4 jun 2000  | Socorro       | LINEAR          | —         | MPC                           |
| 28900               | 2000 LH12  | 4 jun 2000  | Socorro       | LINEAR          | Phocaea   | MPC                           |

## 28901–29000
| Designação          | Designação | Descoberta  | Descoberta          | Descobridor(es) | Categoria | Mais informações / Referência |
| Permanente          | Provisória | Data        | Local               | Descobridor(es) | Categoria | Mais informações / Referência |
| ------------------- | ---------- | ----------- | ------------------- | --------------- | --------- | ----------------------------- |
| 28901               | 2000 LJ14  | 6 jun 2000  | Socorro             | LINEAR          | —         | MPC                           |
| 28902               | 2000 LZ33  | 4 jun 2000  | Haleakalā           | NEAT            | —         | MPC                           |
| 28903               | 2000 LD35  | 1 jun 2000  | Haleakala           | NEAT            | —         | MPC                           |
| 28904               | 2000 ML    | 20 jun 2000 | Haleakala           | NEAT            | —         | MPC                           |
| 28905               | 2000 MQ    | 24 jun 2000 | Haleakala           | NEAT            | —         | MPC                           |
| 28906               | 2000 MP2   | 24 jun 2000 | Haleakala           | NEAT            | —         | MPC                           |
| 28907               | 2000 MH3   | 25 jun 2000 | Kitt Peak           | Spacewatch      | —         | MPC                           |
| 28908               | 2000 NY6   | 4 jul 2000  | Kitt Peak           | Spacewatch      | —         | MPC                           |
| 28909               | 2000 NC10  | 7 jul 2000  | Socorro             | LINEAR          | —         | MPC                           |
| 28910               | 2000 NH11  | 10 jul 2000 | Valinhos            | P. R. Holvorcem | —         | MPC                           |
| 28911               | 2000 NB16  | 5 jul 2000  | Anderson Mesa       | LONEOS          | —         | MPC                           |
| 28912               | 2000 NL26  | 4 jul 2000  | Anderson Mesa       | LONEOS          | —         | MPC                           |
| 28913               | 2000 OT    | 23 jul 2000 | Reedy Creek         | J. Broughton    | —         | MPC                           |
| 28914               | 2000 OC12  | 23 jul 2000 | Socorro             | LINEAR          | Brangane  | MPC                           |
| 28915               | 2000 OU13  | 23 jul 2000 | Socorro             | LINEAR          | —         | MPC                           |
| 28916 Logancollins  | 2000 OL35  | 31 jul 2000 | Socorro             | LINEAR          | —         | MPC                           |
| 28917 Zacollins     | 2000 QR17  | 24 ago 2000 | Socorro             | LINEAR          | —         | MPC                           |
| 28918               | 2000 QF21  | 24 ago 2000 | Socorro             | LINEAR          | Juno      | MPC                           |
| 28919               | 2000 QP27  | 24 ago 2000 | Socorro             | LINEAR          | —         | MPC                           |
| 28920               | 2000 QC91  | 25 ago 2000 | Socorro             | LINEAR          | —         | MPC                           |
| 28921               | 2000 QZ122 | 25 ago 2000 | Socorro             | LINEAR          | —         | MPC                           |
| 28922               | 2000 QK132 | 26 ago 2000 | Socorro             | LINEAR          | —         | MPC                           |
| 28923               | 2000 QJ161 | 31 ago 2000 | Socorro             | LINEAR          | Brangane  | MPC                           |
| 28924 Jennanncsele  | 2000 QD205 | 31 ago 2000 | Socorro             | LINEAR          | —         | MPC                           |
| 28925               | 2000 QY205 | 31 ago 2000 | Socorro             | LINEAR          | —         | MPC                           |
| 28926               | 2000 QE231 | 20 ago 2000 | Anderson Mesa       | LONEOS          | —         | MPC                           |
| 28927               | 2000 RA6   | 1 set 2000  | Socorro             | LINEAR          | —         | MPC                           |
| 28928               | 2000 RY12  | 1 set 2000  | Socorro             | LINEAR          | —         | MPC                           |
| 28929               | 2000 RU13  | 1 set 2000  | Socorro             | LINEAR          | —         | MPC                           |
| 28930               | 2000 RA31  | 1 set 2000  | Socorro             | LINEAR          | —         | MPC                           |
| 28931               | 2000 RU54  | 3 set 2000  | Socorro             | LINEAR          | Brangane  | MPC                           |
| 28932               | 2000 RY102 | 5 set 2000  | Anderson Mesa       | LONEOS          | —         | MPC                           |
| 28933               | 2000 SZ22  | 25 set 2000 | Višnjan Observatory | K. Korlević     | —         | MPC                           |
| 28934 Meagancurrie  | 2000 SB113 | 24 set 2000 | Socorro             | LINEAR          | —         | MPC                           |
| 28935 Kevincyr      | 2000 SH123 | 24 set 2000 | Socorro             | LINEAR          | —         | MPC                           |
| 28936 Dalapati      | 2000 SF139 | 23 set 2000 | Socorro             | LINEAR          | —         | MPC                           |
| 28937               | 2000 SM162 | 21 set 2000 | Haleakalā           | NEAT            | Brangane  | MPC                           |
| 28938               | 2000 SR311 | 27 set 2000 | Socorro             | LINEAR          | —         | MPC                           |
| 28939               | 2000 TO33  | 4 out 2000  | Socorro             | LINEAR          | —         | MPC                           |
| 28940               | 2000 UD1   | 22 out 2000 | Višnjan Observatory | K. Korlević     | —         | MPC                           |
| 28941               | 2000 UH8   | 24 out 2000 | Socorro             | LINEAR          | —         | MPC                           |
| 28942 Yennydieguez  | 2000 UJ14  | 24 out 2000 | Socorro             | LINEAR          | —         | MPC                           |
| 28943               | 2000 UF51  | 24 out 2000 | Socorro             | LINEAR          | —         | MPC                           |
| 28944               | 2000 UA70  | 25 out 2000 | Socorro             | LINEAR          | —         | MPC                           |
| 28945 Taideding     | 2000 UA79  | 24 out 2000 | Socorro             | LINEAR          | —         | MPC                           |
| 28946               | 2000 VW56  | 3 nov 2000  | Socorro             | LINEAR          | —         | MPC                           |
| 28947               | 2000 WH12  | 22 nov 2000 | Haleakalā           | NEAT            | —         | MPC                           |
| 28948 Disalvo       | 2000 WJ34  | 20 nov 2000 | Socorro             | LINEAR          | —         | MPC                           |
| 28949               | 2000 WV100 | 21 nov 2000 | Socorro             | LINEAR          | —         | MPC                           |
| 28950 Ailisdooner   | 2000 WF133 | 19 nov 2000 | Socorro             | LINEAR          | Brangane  | MPC                           |
| 28951               | 2000 WA149 | 29 nov 2000 | Haleakalā           | NEAT            | Eos       | MPC                           |
| 28952 Ericepstein   | 2000 YG35  | 30 dez 2000 | Socorro             | LINEAR          | —         | MPC                           |
| 28953 Hollyerickson | 2000 YL37  | 30 dez 2000 | Socorro             | LINEAR          | —         | MPC                           |
| 28954 Feiyiou       | 2000 YA41  | 30 dez 2000 | Socorro             | LINEAR          | —         | MPC                           |
| 28955 Kaliadeborah  | 2000 YZ58  | 30 dez 2000 | Socorro             | LINEAR          | —         | MPC                           |
| 28956               | 2001 AA45  | 15 jan 2001 | Oizumi              | T. Kobayashi    | —         | MPC                           |
| 28957 Danielfulop   | 2001 BE50  | 21 jan 2001 | Socorro             | LINEAR          | —         | MPC                           |
| 28958               | 2001 CQ42  | 13 fev 2001 | Socorro             | LINEAR          | Vesta     | MPC                           |
| 28959               | 2001 DL74  | 19 fev 2001 | Socorro             | LINEAR          | —         | MPC                           |
| 28960               | 2001 DZ81  | 22 fev 2001 | Kitt Peak           | Spacewatch      | Vesta     | MPC                           |
| 28961               | 2001 FO64  | 19 mar 2001 | Socorro             | LINEAR          | —         | MPC                           |
| 28962               | 2001 FL117 | 19 mar 2001 | Socorro             | LINEAR          | —         | MPC                           |
| 28963 Tamyiu        | 2001 FY121 | 29 mar 2001 | Desert Beaver       | W. K. Y. Yeung  | —         | MPC                           |
| 28964               | 2001 FG122 | 23 mar 2001 | Anderson Mesa       | LONEOS          | —         | MPC                           |
| 28965               | 2001 FF162 | 30 mar 2001 | Haleakalā           | NEAT            | —         | MPC                           |
| 28966               | 2001 HS24  | 26 abr 2001 | Desert Beaver       | W. K. Y. Yeung  | —         | MPC                           |
| 28967 Gerhardter    | 2001 HK34  | 27 abr 2001 | Socorro             | LINEAR          | —         | MPC                           |
| 28968 Gongmiaoxin   | 2001 HT36  | 29 abr 2001 | Socorro             | LINEAR          | —         | MPC                           |
| 28969               | 2001 HM57  | 25 abr 2001 | Anderson Mesa       | LONEOS          | Pallas    | MPC                           |
| 28970               | 2001 JJ4   | 15 mai 2001 | Haleakalā           | NEAT            | Brangane  | MPC                           |
| 28971               | 2001 KM28  | 18 mai 2001 | Socorro             | LINEAR          | —         | MPC                           |
| 28972               | 2001 KV38  | 22 mai 2001 | Socorro             | LINEAR          | Phocaea   | MPC                           |
| 28973               | 2001 KN42  | 21 mai 2001 | Socorro             | LINEAR          | —         | MPC                           |
| 28974               | 2001 KW59  | 26 mai 2001 | Socorro             | LINEAR          | —         | MPC                           |
| 28975               | 2001 KR69  | 22 mai 2001 | Anderson Mesa       | LONEOS          | —         | MPC                           |
| 28976               | 2001 KN73  | 24 mai 2001 | Anderson Mesa       | LONEOS          | —         | MPC                           |
| 28977               | 2001 KP73  | 24 mai 2001 | Socorro             | LINEAR          | —         | MPC                           |
| 28978 Íxion         | 2001 KX76  | 22 mai 2001 | Cerro Tololo        | DES             | —         | MPC                           |
| 28979               | 2001 LW    | 13 jun 2001 | Socorro             | LINEAR          | —         | MPC                           |
| 28980 Chowyunfat    | 2001 LS1   | 15 jun 2001 | Desert Beaver       | W. K. Y. Yeung  | —         | MPC                           |
| 28981               | 2001 LY3   | 13 jun 2001 | Socorro             | LINEAR          | —         | MPC                           |
| 28982               | 2001 LJ17  | 15 jun 2001 | Socorro             | LINEAR          | —         | MPC                           |
| 28983 Omergranek    | 2001 LK19  | 15 jun 2001 | Socorro             | LINEAR          | —         | MPC                           |
| 28984               | 2001 MS2   | 16 jun 2001 | Palomar             | NEAT            | Brangane  | MPC                           |
| 28985               | 2001 MP5   | 17 jun 2001 | Palomar             | NEAT            | —         | MPC                           |
| 28986               | 2001 MG13  | 23 jun 2001 | Palomar             | NEAT            | —         | MPC                           |
| 28987               | 2001 MP14  | 28 jun 2001 | Anderson Mesa       | LONEOS          | —         | MPC                           |
| 28988               | 2001 MS23  | 27 jun 2001 | Haleakalā           | NEAT            | —         | MPC                           |
| 28989               | 2001 MZ24  | 16 jun 2001 | Anderson Mesa       | LONEOS          | —         | MPC                           |
| 28990               | 2001 ML27  | 20 jun 2001 | Anderson Mesa       | LONEOS          | —         | MPC                           |
| 28991               | 2001 MU27  | 21 jun 2001 | Socorro             | LINEAR          | Brangane  | MPC                           |
| 28992               | 2001 MW28  | 27 jun 2001 | Anderson Mesa       | LONEOS          | Mitidika  | MPC                           |
| 28993               | 2001 NA6   | 13 jul 2001 | Haleakalā           | NEAT            | —         | MPC                           |
| 28994               | 2001 OO8   | 17 jul 2001 | Anderson Mesa       | LONEOS          | —         | MPC                           |
| 28995               | 2001 OF46  | 16 jul 2001 | Anderson Mesa       | LONEOS          | —         | MPC                           |
| 28996               | 2001 OL51  | 21 jul 2001 | Palomar             | NEAT            | —         | MPC                           |
| 28997               | 2020 P-L   | 24 set 1960 | Palomar             | PLS             | —         | MPC                           |
| 28998               | 2184 P-L   | 24 set 1960 | Palomar             | PLS             | —         | MPC                           |
| 28999               | 2505 P-L   | 24 set 1960 | Palomar             | PLS             | —         | MPC                           |
| 29000               | 2607 P-L   | 24 set 1960 | Palomar             | PLS             | —         | MPC                           |